# Quartiere San Leonardo (Teramo)
Il quartiere di San Leonardo o di Sant'Anna o anche di Sant'Antonio, è uno dei quattro rioni storici di Teramo.

## Gonfalone
Gonfalone rosso, con galea in campo rosso, in oro armata di remi.

## Storia

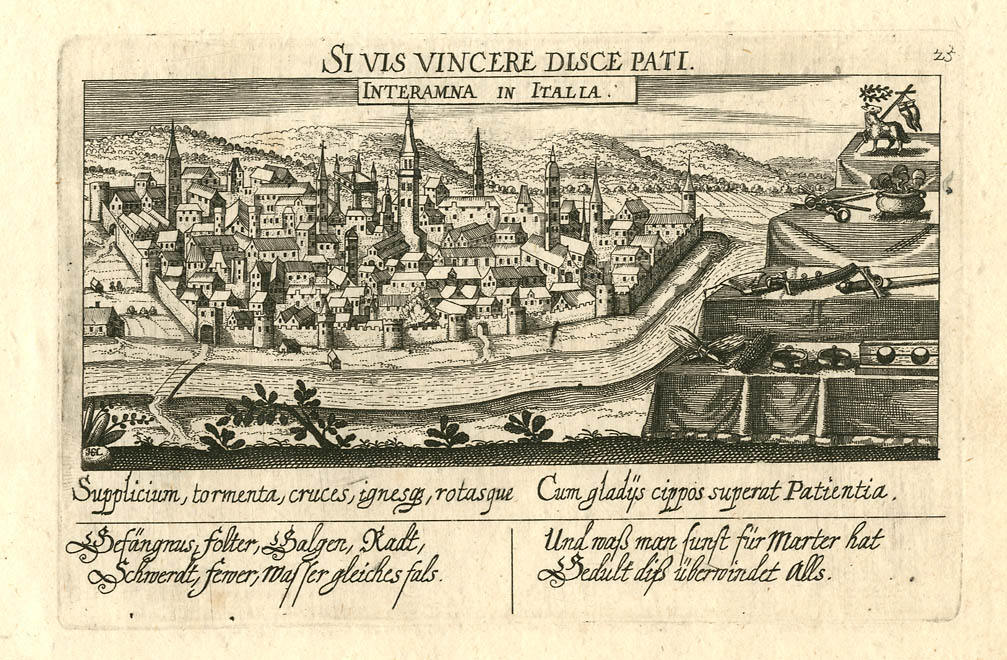
Mappa storica di Teramo del 1627

Il quartiere è uno dei più antichi di Teramo, già esistente all'epoca romana di Interamnia Praetutiorum, come dimostrano i vari resti di "domus" romane patrizie, con i relativi mosaici, tra i quali quello del Leone, nonché il bastione della Torre Bruciata, poi divenuto campanile della primitiva Cattedrale di Santa Maria Aprutiensis. Con l'avvento del Medioevo, il quartiere si popolò sempre di più, divenendo il centro pulsante della vita religiosa teramana, con la fondazione della chiesa di San Getulio, poi Cattedrale di Santa Maria Aprutiensis. Oggi di questo complesso rimangono solo la chiesa di Sant'Anna dei Pompetti, che all'epoca del XII secolo era una cappella del primo Duomo, e la Torre Bruciata.
Sancta Maria Aprutiensis era sorta in epoca bizantina (VI secolo) sopra un tempio romano, e fu distrutta da un incendio provocato dal saccheggio di Roberto III di Loritello nel 1156. Della chiesa restano le arcate romaniche in mattoni, il presbiterio con dei resti romani inglobati, e un triforio con coppia di colonne di marmo, e relativi capitelli corinzi. All'interno si trovano le spoglie di San Berardo vescovo, patrono di Teramo, rimaste intatte dal saccheggio; il pavimento della chiesa di Sant'Anna è romano con mosaico d'epoca repubblicana, protetto da lastroni di vetro.

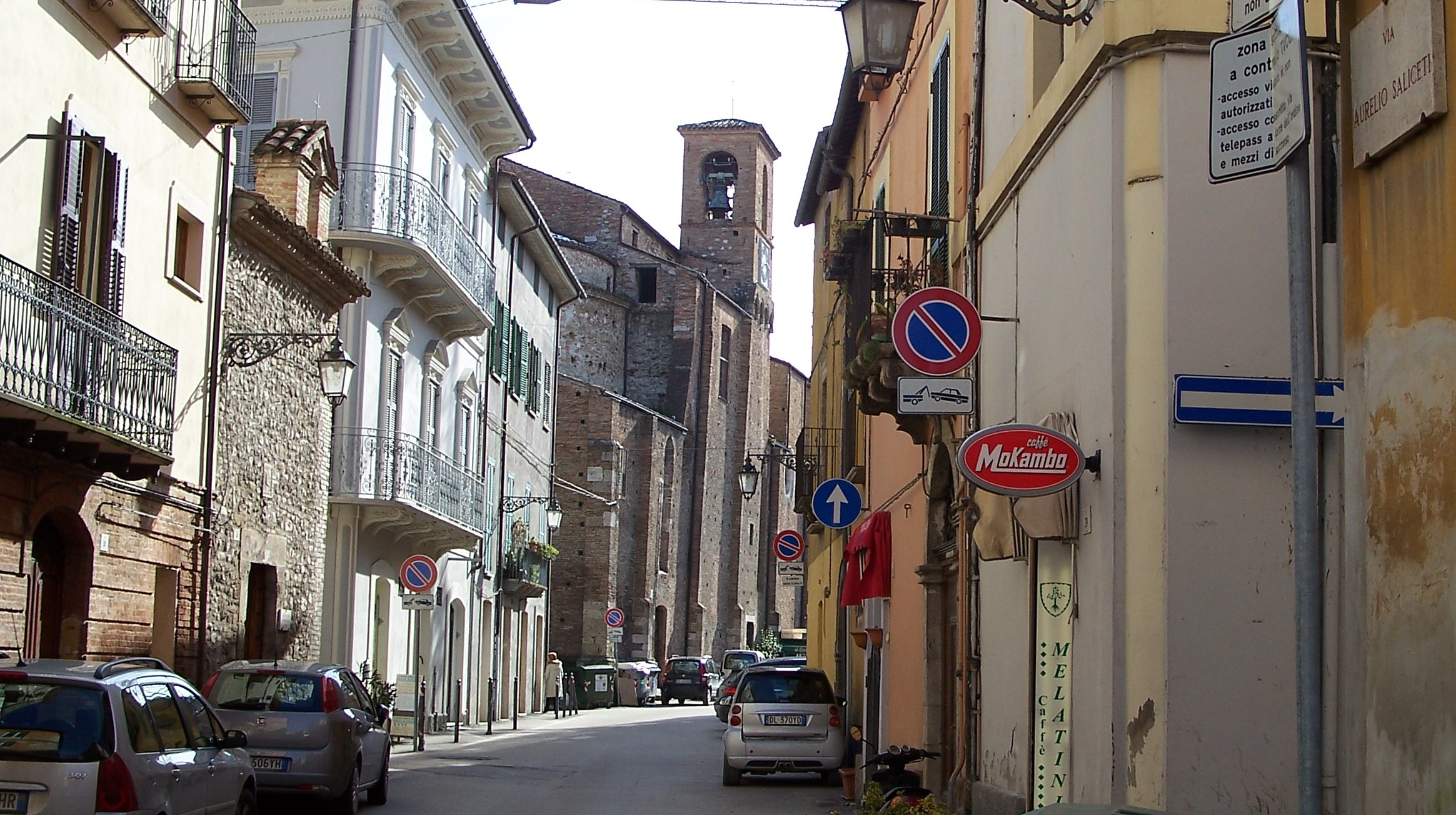
Largo Melatini e chiesa di Sant'Antonio di Padova

Dell'epoca romana in largo Sant'Anna, si trova una fastosa villa, accanto alla chiesa, del I secolo a.C., con ampio peristilio con colonne. L'impluvium per la raccolta dell'acqua piovana è decentrata rispetto al peristilio, su cui si affacciano tre ambienti affiancati. Quello centrale è maggiore, il pavimento in opus spicatum è in mosaico bianco, con fascia perimetrale nera, i muri conservano intonaci decorati con leggere campiture geometriche sul fondo bianco, al cui centro ci sono motivi vegetali in rilievo.
L'ambiente settentrionale ha l'ingresso verso l'esterno, ha il pavimento in cocciopesto con tessere bianche a forma di rombi. Gli intonaci sono dipinti a fondo rosso, con campiture geometriche e decorazioni vegetali, l'ambiente meridionale, il cui muro esterno è stato successivamente riutilizzato come fondazione della Cattedrale, reca anch'esso una soglia di pietra che immette al peristilio.
La Torre Bruciata è un bastione romano del II secolo a.C., addossata alla chiesa di Sant'Anna, con basamento quadrato, mura possenti, alta 10 metri. Usata come torre campanaria della vecchia cattedrale, reca ancora i segni dell'incendio di Roberto di Loritello.

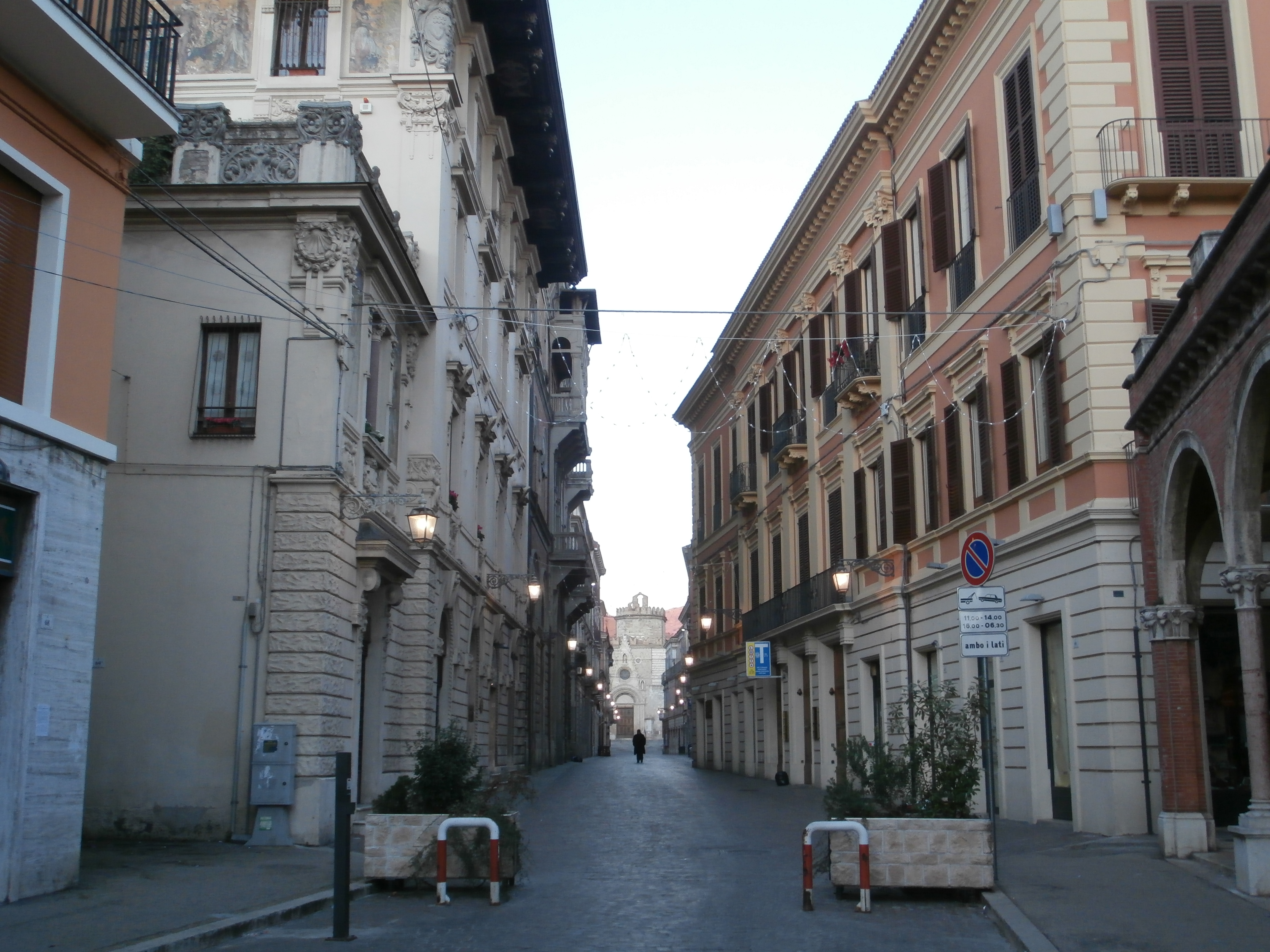
Corso Cerulli con a sinistra il Palazzo Castelli e a destra i portici Savini

La ricostruzione di Teramo, nonostante la distruzione dei Normanni, fu molto veloce, e già ad esempio per volere del vescovo Guido II nel 1158 il nuovo Duomo di Santa Maria Assunta veniva consacrato solennemente, in posizione diversa dall'antica cattedrale, nella Piazza del Mercato, accanto al nuovo Episcopio, edificato a mo' di fortino protettivo. Nel XIII secolo il quartiere, come la città tutta, fu controllata dai vescovi Aprutini, tra i quali spicca Niccolò degli Arcioni. Nel secolo successivo il quartiere divenne roccaforte della famiglia Melatino, che nel 1372 costruì la dimora gentilizia, ancora oggi esistente. I Melatino amministrarono la città per molti anni, e nel XV secolo, con l'arrivo della famiglia Acquaviva di Atri, scatenò numerose rivolte, tra le quali la congiura del 1407 ai danni di Andrea Matteo Acquaviva.
Nel corso degli anni seguenti il quartiere fu amministrato delle famiglie Pompetti, Scimitarra e Mezucelli, che componevano nel XVIII secolo le 12 famiglie patrizie dei quattro rioni storici. Benché sconvolto dai terremoti, il quartiere mantenne sempre un aspetto medievale-rinascimentale, fino alle profonde trasformazioni del primo e del secondo Novecento, specialmente durante l'amministrazione comune Gambacorta, che distrusse degli edifici sul Corso De Michetti per ammodernarlo, come testimoniano i portici medievali di case gentilizie, abbattute per lasciar posto al solito ecomostro del boom economico, con alla base le arcate gotiche. Nel corso del Novecento altresì sono state scoperte numerose testimonianze del passato eomano, come i mosaici di Bacco, di Porta Carrese, e della domus del Leone.

## Descrizione

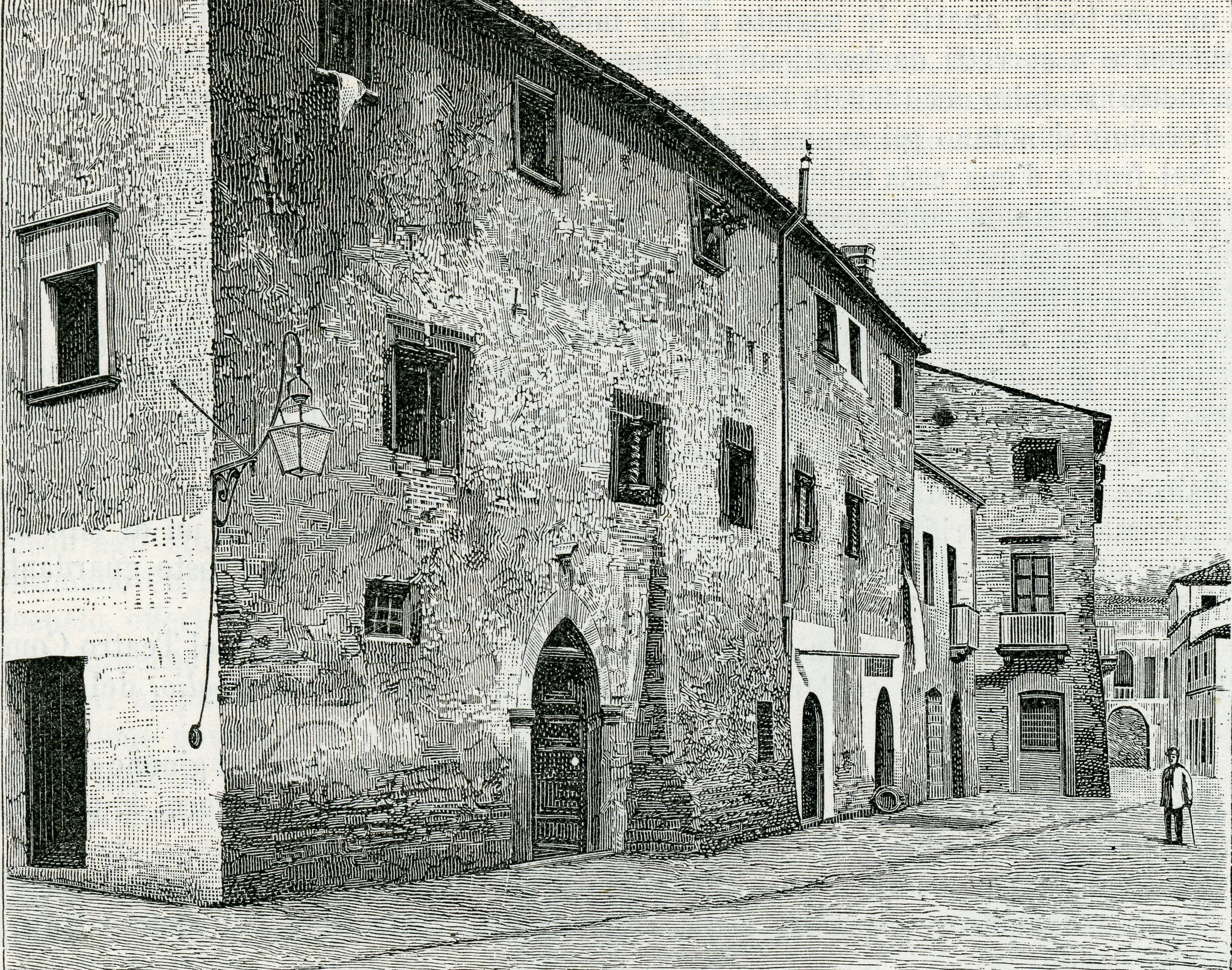
Immagine antica della Casa Melatino

Il quartiere si sviluppa nella parte Nord del centro storico. Il suo fulcro è Piazza Sant'Anna, con la chiesa di Sant'Anna dei Pompetti, la Torre Bruciata e la domus romana. Le vie principali che delimitano questo quartiere sono innanzitutto il decumano di Coeso Cerulli, che all'altezza della chiesa di Sant'Antonio si trasforma nel Corso De Michetti (detto anche Corso Vecchio o Corso di Porta Reale), che sfocia ad Est fuori Porta Madonna, nell'area del sagrato del santuario della Madonna delle Grazie.
Altri decumani sono via di Porta Carrese, via dei Mille e via del Baluardo, mentre nella zona di Sant'Anna ci sono via Pretuzio e via Torre Bruciata; i cardi sono via San Getulio che dal piazzale di Sant'Anna si curva formando un semicerchio, arrivando all'ospedale psichiatrico "Sant'Antonio", via Nicola Palma, Largo Melatino, che in realtà è la via che spezza i due corsi principali all'altezza della chiesa di Sant'Antonio e della casa dei Melatino, e infine via dei Mosaici e via dei Tribunali.
Il quartiere ad Ovest sfocia in Piazza Orsini, dove si staglia il teatro romano di Teramo.

## Monumenti e luoghi d'interesse

### Architettura religiosa

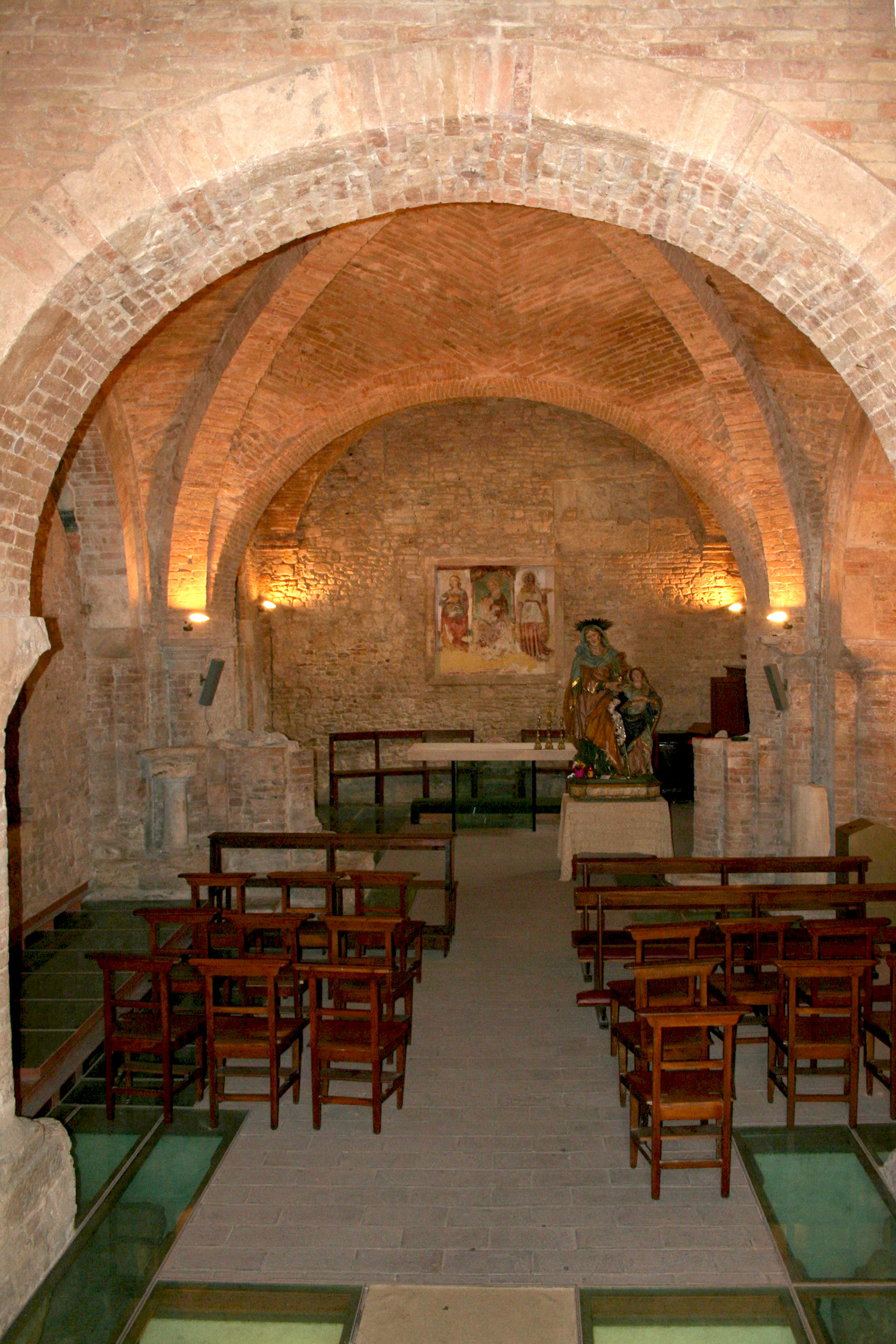
Interno di Sant'Anna dei Pompetti

- Chiesa di Sant'Anna dei Pompetti: la chiesa, conosciuta un tempo come San Getulio, è ciò che rimane della vecchia Cattedrale di Santa Maria Aprutiensis, distrutta nell'incendio del 1156 di Roberto di Loritello. Oggi è nota come Sant'Anna dei Pompetti, dal nome della famiglia che ne aveva la proprietà.[2]Dopo l'incendio della cattedrale rimase in piedi solo la cappella, che venne sistemata il più possibile per essere riconsacrata, mentre il nuovo Duomo veniva ricostruito a poca distanza. In questa chiesa vennero conservate le spoglie incorrotte di San Berardo, che erano state protette nella Torre Bruciata. Sant'Anna dei Pompetti fu costruita sopra una domus romana del I secolo a.C., come dimostrano i resti del piazzale, e costitutiva il nartece d'ingresso dell'antica cattedrale, e ciò è testimoniato da un affresco del XII secolo ritraente due angeli che sorreggono un clipeo che reca la mano benedicente di Dio. Il tempio originario doveva essere a tre navate con abside centrale. Le navi erano divise da archi ogivali poggiani su pilastri o su colonne isolate. Tre grandi arcate immettevano nel presbiterio articolato in tre campate, di cui solo quella centrale coperta a volta esiste oggi. L'impianto attuale è il risultato di ricostruzioni dopo il XII secolo, e corrisponde alla sola zona presbiteriale della cattedrale romanica, che era molto più lunga, poiché si estendeva con le sue tre navate per tutta l'area della piazza.[3]Oggi la chiesa consta di tre ambienti, tre campate quadrate divise da arcate poggianti su semicolonne in cotto, addossate a pilastri. Le campante presentano tre diverse coperture, quella di destra ha copertura a tetto, quella di sinistra a volta a crociera in laterizio, quella centrale a volta a crociera con costoloni poggianti su semicolonne angolari. La campata mediana è più interessante perché nell'abside è conservata una galleria sopraelevata aperta sul triforio (navata centrale), appartenente all'originaria cattedrale. In essa sono presenti elementi di spoliazione romana, dall'edificio della domus, come le due colonne e i capitelli corinzi marmorei. Sono conservati all'interno della chiesa affreschi del XIV secolo, della Madonna del Latte di Giacomo di Campli, affiancata da Sant'Apollonia e Santa Lucia.

- Chiesa dell'Annunziata: confina con il quartiere San Giorgio, in via Nicola Palma. La chiesa è menzionata sin dal 1351, anche se oggi si presenta in stile neoclassico. Confina con il quartiere San Giorgio ad Ovest, ha la facciata coronata da dentelli e mensole, articolata da un riquadro, sormontato da lunetta, in cui si apre il portale ornato da un cornicione aggettante, sorretto da mensole. L'interno che si presenta in stile settecentesco, ha navata unica con transetto a conclusione rettilinea. Di notevole interesse è l'altare barocco dipinto e dorato nel 1691 da Giovanni Battista Minelli, nelle nicchie laterali ci sono le statue di San Giovanni e una santa ignota, al centro di una tela ritraente la Madonna del Purgatorio. L'altare fu commissionato dalla Compagnia del Suffragio dei Morti, pregevole anche un crocifisso ligneo del XVI secolo

- Chiesa di San Bartolomeo: fu costruita davanti al teatro romano, all'inizio del XVI secolo, e inizialmente dedicata a San Francesco di Paola, e utilizzata coma cappella privata della famiglia Urbani. Il piccolo portale è in pietra con architrave piano, recante la scritta CHARI/TAS, e sorretto da mensola a voluta. L'interno a navata unica conserva un piccolo organo settecentesco, nonché una statua in terracotta della Madonna adorante, seduta in trono, priva del Bambino, ridipinta successivamente la sua realizzazione, e dedicata all'Addolorata, con l'inserimento del cuore trafitto dalle sette spade. Sarebbe stata realizzata nella bottega di Nocella di Campli, che ripeteva i modelli delle Madonna di Silvestro dell'Aquila (XV secolo).

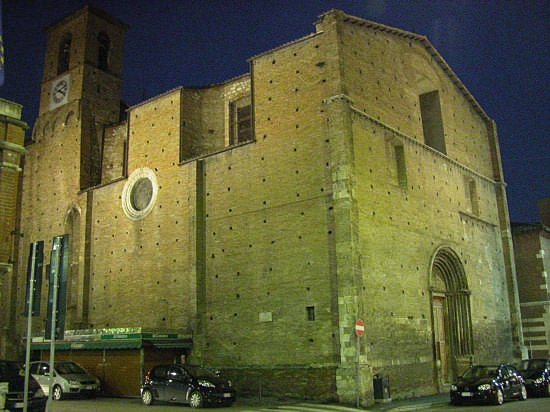
Chiesa di Sant'Antonio

- Chiesa di Sant'Antonio di Padova con ex convento dei Francescani: la chiesa era già esistente con il nome di "San Leonardo", da cui il nome del quartiere. Nel 1227 la chiesa fu affidata ai Frati Minori Francescani, che la ricostruirono daccapo nel 1327, intervento edilizio che si è conservato abbastanza fedelmente fino alle trasformazioni barocche del 1577 all'interno, quando le murature furono ritoccate per consentire l'apertura di finestroni quadrangolari; infine un ultimo intervento, appunto all'interno, avvenne nel XVIII secolo.[4]La chiesa all'esterno si conserva abbastanza fedelmente al progetto medievale dei Francescani, ed è una delle meglio conservate di Teramo, dopo il Duomo e la chiesa di San Domenico. Presenta un aspetto trecentesco nelle strutture murarie, nel portale tardo romanico, nei lacerti di affreschi di San Cristoforo presso la facciata, il chiostro e l'apparato murario di alcuni locali ad esso annessi. Il portale in pietra di Ioannella, è realizzato con motivi vegetali nelle colonne tortili della strombatura, ed è coevo a quello del convento di San Francesco in Campli. L'interno è a navata unica rettangolare, coperta da volta a botte lunettata, con presbiterio absidato, restaurato in epoca barocca. Per lasciare filtrare la luce, furono realizzate le grandi finestre quadrate, sacrificando una pregevole cornice collocata nella parte alta, di cui è possibile osservare solo la traccia nei pressi del campanile. Del pittore Vincenzo Baldati resta nella cappella laterale una tela dell'Immacolata tra santi Carlo Borromeo e Antonio di Padova (1792). Nella cappella si trova anche una tela seicentesca della Madonna col Bambino tra San Matteo, Sant'Antonio e Santa Chiara, dai caratteri stilistici rievocanti l'opera di Giacomo Farell. Il chiostro laterale del convento, presenta doppio ordine di arcate a tutto sesto tampognati, sulle pareti sono murati una lastra di pluteo medievale, e un'altra che conserva gli stemmi delle famiglie patrizie del quartiere.

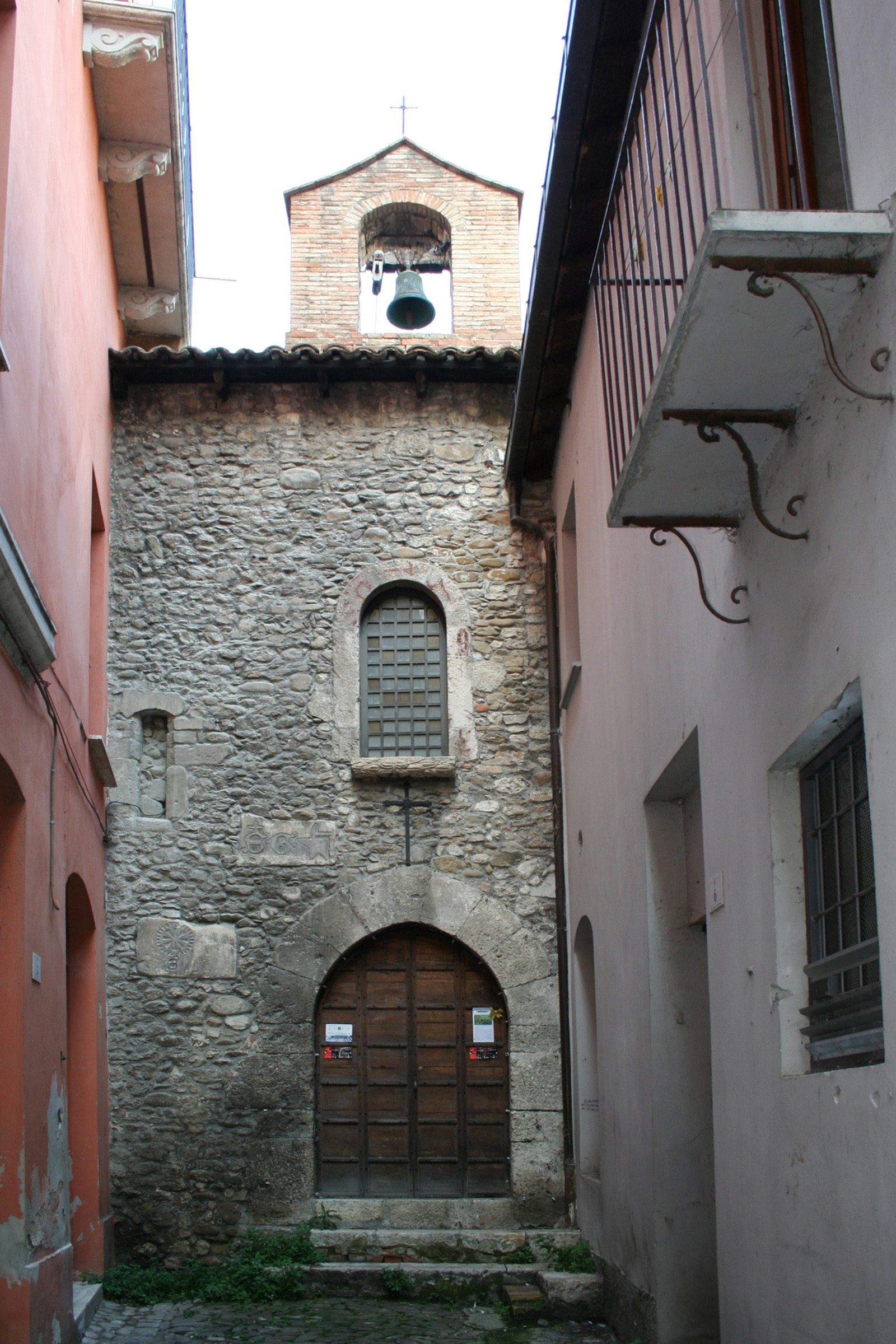
Santa Caterina

- Chiesa di Santa Caterina: si trova lungo il Corso Cerulli, e risale al XV secolo. La facciata è realizzata con pietre non lavorate, presentando un portale ogivale sovrastato da finestra a monofora. Sono inseriti inoltre alcuni elementi di reimpiego come una colonna romana con fusto decorato da foglie, due blocchi con simboli. Tali epigrafi in carattere gotico, recano simboli diversi: la prima a sinistra del portale ha una ruota dentata a otto raggi con l'iniziale S di "sanctus", riferibile al martirio di Santa Caterina d'Alessandria, la seconda sopra il portale reca il simbolo dell'incudine e martello, con l'iniziale S (sempre sanctus) e G (dal santo Getulio).[5]Il blocco è riferibile alle case San Getulio, contigue alla chiesa, ossia alle fabbriche annesse alla vecchia cattedrale dopo la sua distruzione. L'interno è a navata unica, con soffitto ligneo settecentesco, e di interesse si conservano il simbolo del martirio di Santa Caterina in legno, e statue votive.

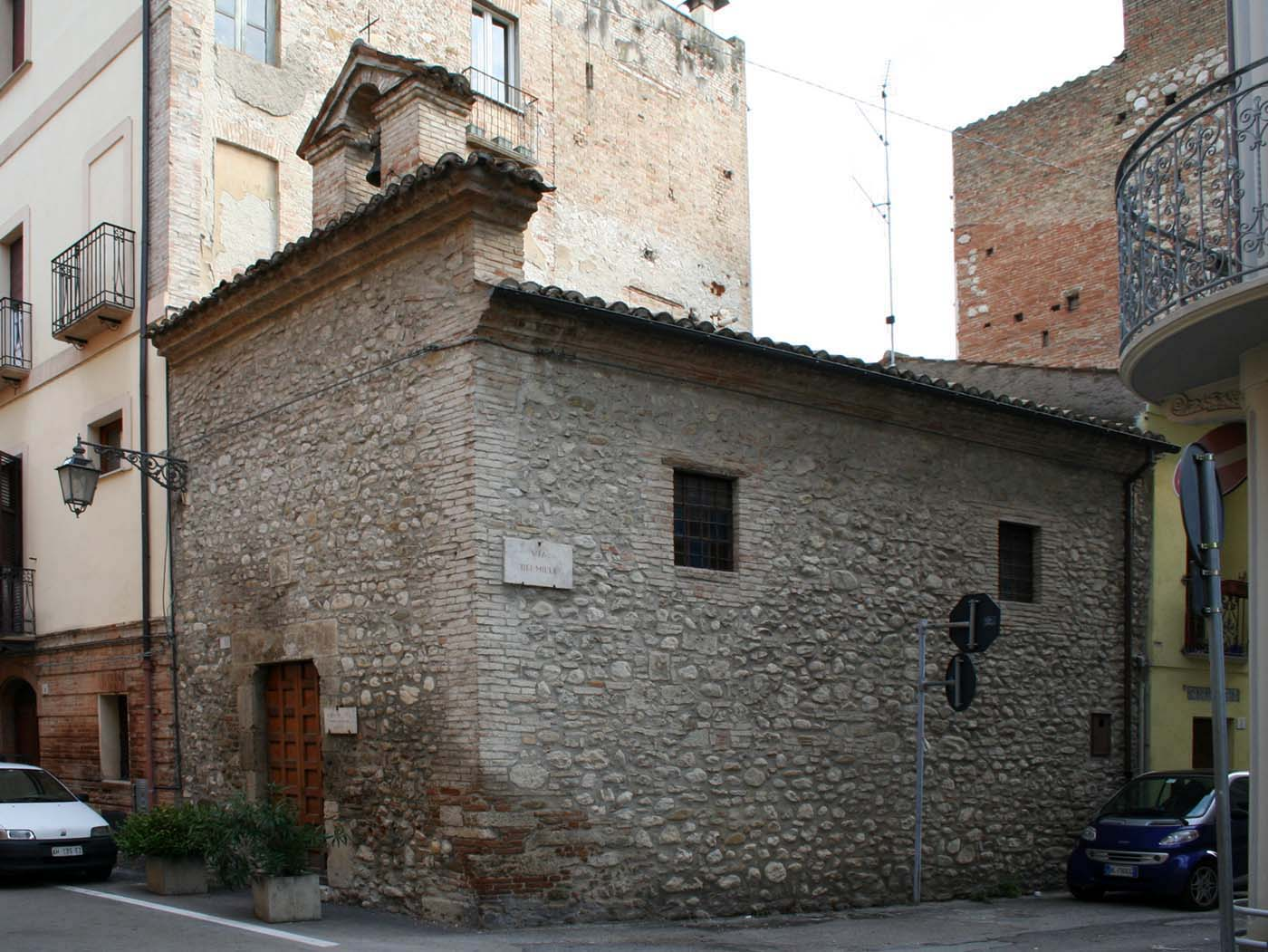
Chiesa di San Luca

- Chiesa di San Luca: la chiesetta si trova lungo via San Getulio, costruita nel tardo Trecento, e conserva ancora l'architettura originale: murature in pietrame non lavorato, in opus mixtum, con rari elementi di laterizio. L'interno è a navata unica, con piccolo portale d'ingresso definito da grossi conci di pietra e architrave piano, sorretto da mensole arcuate. Sopra il portale è in opera una lastra con un toro alato, simbolo di San Luca, datato 1380. Nella chiesa sono conservati alcuni oggetti di pregio, un'acquasantiera barocca poggiante sul rocchio di colonna romana, con vasca polilobata recante al centro una rosa a petali, ancora un altarino in legno dorato del Settecento con al centro una tela di San Luca che dipinge l'apparizione della Madonna; infine una modesta tela della Vergine col Bambino tra angeli, con un paesaggio campestre.

- Cappella di Sant'Antonio Abate: si trova presso l'ex ospedale psichiatrico, si trova sotto l'arco di Porta Melatina, legata tradizionalmente alla benedizione degli animali che si tiene annualmente il 17 gennaio. La cappella è a navata unica, di modeste dimensioni, anche se si presume appartenesse al primo Medioevo.

### Architettura civile

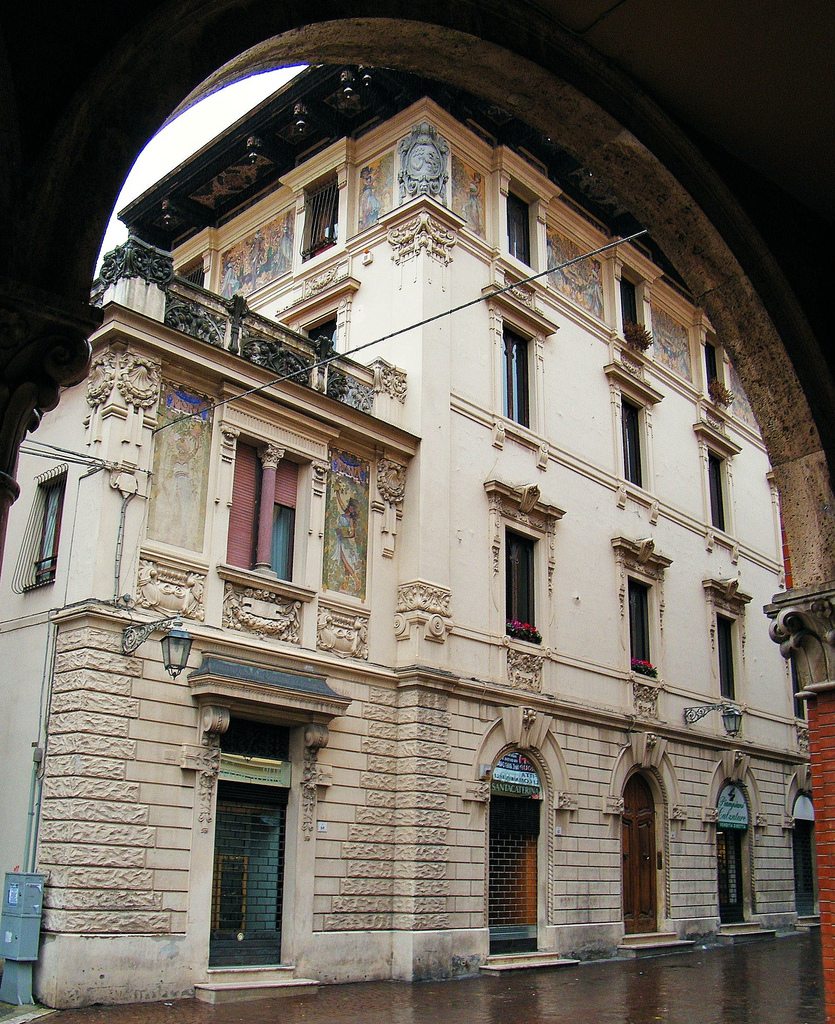
Palazzo Castelli

- Palazzo Castelli - Muzii: si trova lungo il Corso Cerulli, così nominata per il proprietario Muzio Muzii, avvocato
- discendente dell'omonimo storico teramano del XVI secolo, che commissionò all'architetto Vincenzo Pilotti la realizzazione del palazzo, nonché della residenza urbana Villa Camilla, in contrada Nepezzano. Il palazzo fu completato nel 1908, e poi passò ai Castelli, da cui il nome attuale. Maddalena Castelli nel 1986 avviò dei lavori di restauro, cosicché il palazzo oggi è uno dei meglio conservati della città, con impianto rettangolare a quattro livelli, affiancato da un corpo più basso, che occupa due piani. Il piano nobile del palazzo e il secondo sono inquadrati, agli angoli, da lesene con capitelli decorati da volute e festoni; le finestre rettangolari presentano ricche decorazioni a stucco, ispirate a repertori floreali liberty, che compaiono anche sul parapetto del terrazzo.[6]Fra le finestre del quarto ed ultimo livello si ammira un ciclo pittorico con scene raffiguranti Floria (dea dei cereali) e Pomona (dea dei frutti), opera di Ernesto Aurini, realizzate con la collaborazione di Giuseppe Zina. Il palazzo è di grande importanza perché costruito sopra il complesso delle terme romane di Intaramnia, e già nel 1565 Muzio Muzii parlava della scoperta di ambienti riscaldati con il sistema delle suspensurae sotto il pavimento della sua casa, ossia delle fornaci di riscaldamento. Dell'impianto termale si conservano il pavimento con pilastrini in mattoni, due vasche di riscaldamento, impianti per raccolta delle acque, e iscrizioni varie conservate nel museo archeologico

- Palazzo Savini: si trova davanti al Palazzo Castelli. Si tratta di uno dei palazzi più importanti della città, e venne costruito all'inizio dell'800 sopra le vecchie carceri, edificato sopra una domus romana, come testimonia il mosaico del Leone, nel seminterrato. Questo palazzo rappresenta la tipica edilizia civile ottocentesca teramana, con suddivisioni dei settori in cornici marcapiano e paraste, e ordine regolare di finestre architravate, con trattamenti ad intonaco colorato.

- Portici Savini: sono dei portici in stil neogotico posti nei pressi della chiesa di Sant'Antonio, a testimoniare la tradizione degli edifici patrizi con i porticati rinascimentali. Il materiale è in mattone rosso concio, e le arcate a tutto sesto sono fasciate da cornice in stucco.

- Portici medievali di Corso de Michetti: costituivano fino agli anni '60 una serie di case rinascimentali con il classico portico, sulla scia delle abitazioni toscane e bolognesi. Oggi resta solo il portico con arcate ogivali in opus mixtum, poiché il resto è stato scelleratamente abbattuto nel piano di "modernizzazione" della città operato dalla giunta comunale degli anni '50-'60 di Carino Gambacorta.

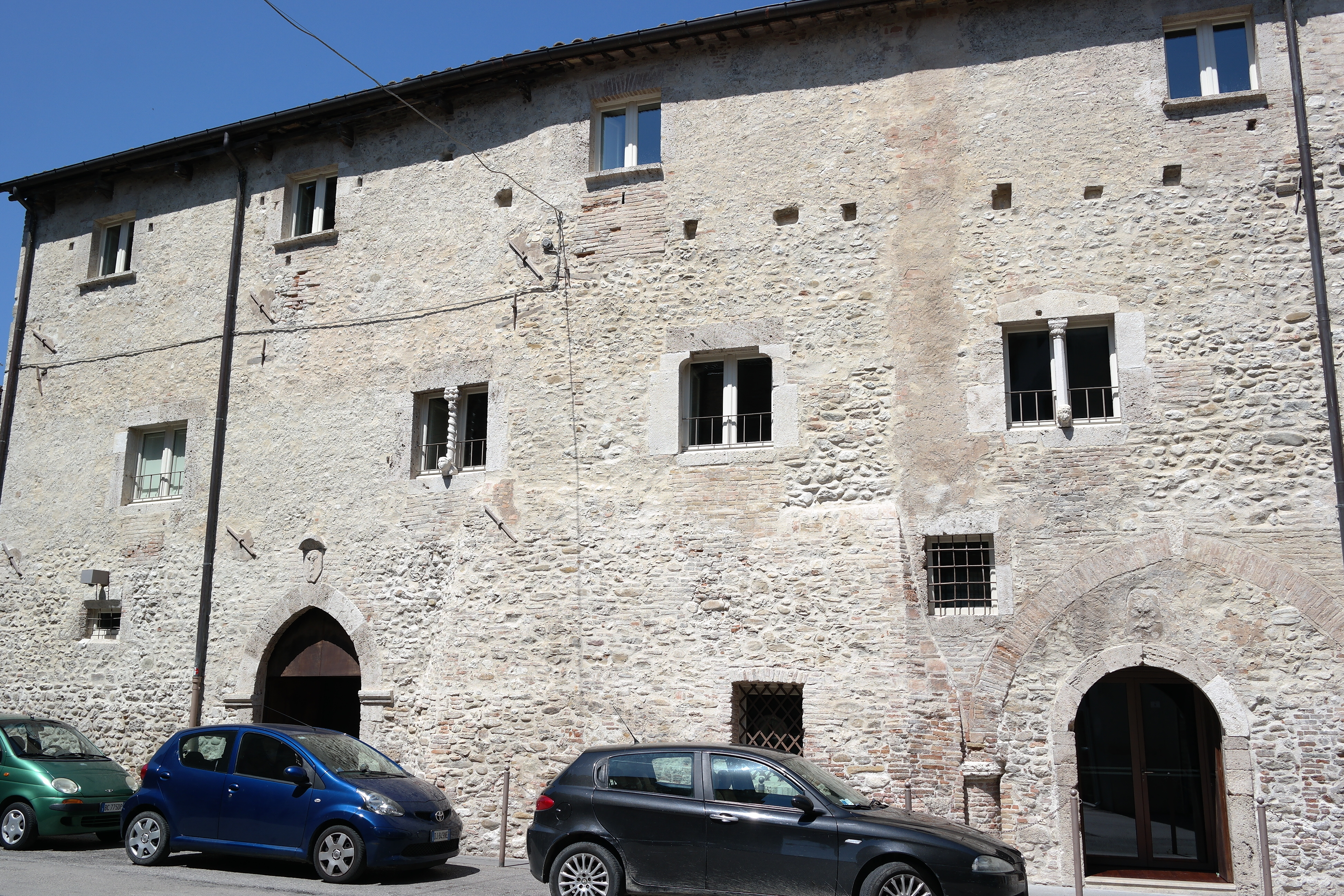
Casa Melatino

- Casa dei Melatino: il palazzo è uno degli edifici civili più anjtichi e interessanti della città, della famiglia Melatino, che si occupò della ricostruzione del quartiere dopo la distruzione di Roberto di Loritello. L'acquisto e il restauro del Palazzo Melatini da parte della Fondazione Tercasi ha permesso di rendere fruibile l'edificio attraverso la creazione di spazi museali finalizzati alla sistemazione e alla valorizzazione delle maioliche di Castelli. L'edificazione del primo nucleo abitativo sempre risalire al 1232, successivamente furono effettuati altri interventi, come è evidente dalla stratigrafia muraria sopravvissuta. Attualmente il palazzo ha solo una facciata a vista, oltre a quella interna che guarda sul giardino, mentre sui lati sono addossati altri palazzi. In facciata le tracce delle colonne in laterizio, di archi ogivali, anch'essi in laterizio, sono la testimonianza della presenza di un antico portico prospiciente la piazza, secondo il modello tipico dei porticati teramani. Le finestre in serie potrebbero essere coeve e costituire l'indizio di un rifacimento della facciata, avvenuto forse nel periodo rinascimentale. Alcune finestre presentano la singolarità di avere una colonnina divisoria centrale, ossia essere bifore. Una finestra ha la colonnina ottagonale che poggia una base, da cui sporge un volto umano che regge il capitello ornato da una sere di fiori a quattro petali, e foglie lanceolate. Altre colonnine sono decorate da volti barbuti maschili o femminili, da un corpo serpentiforme che si avvolge lungo il fusto e da basi modellate in maniera antropomorfa.

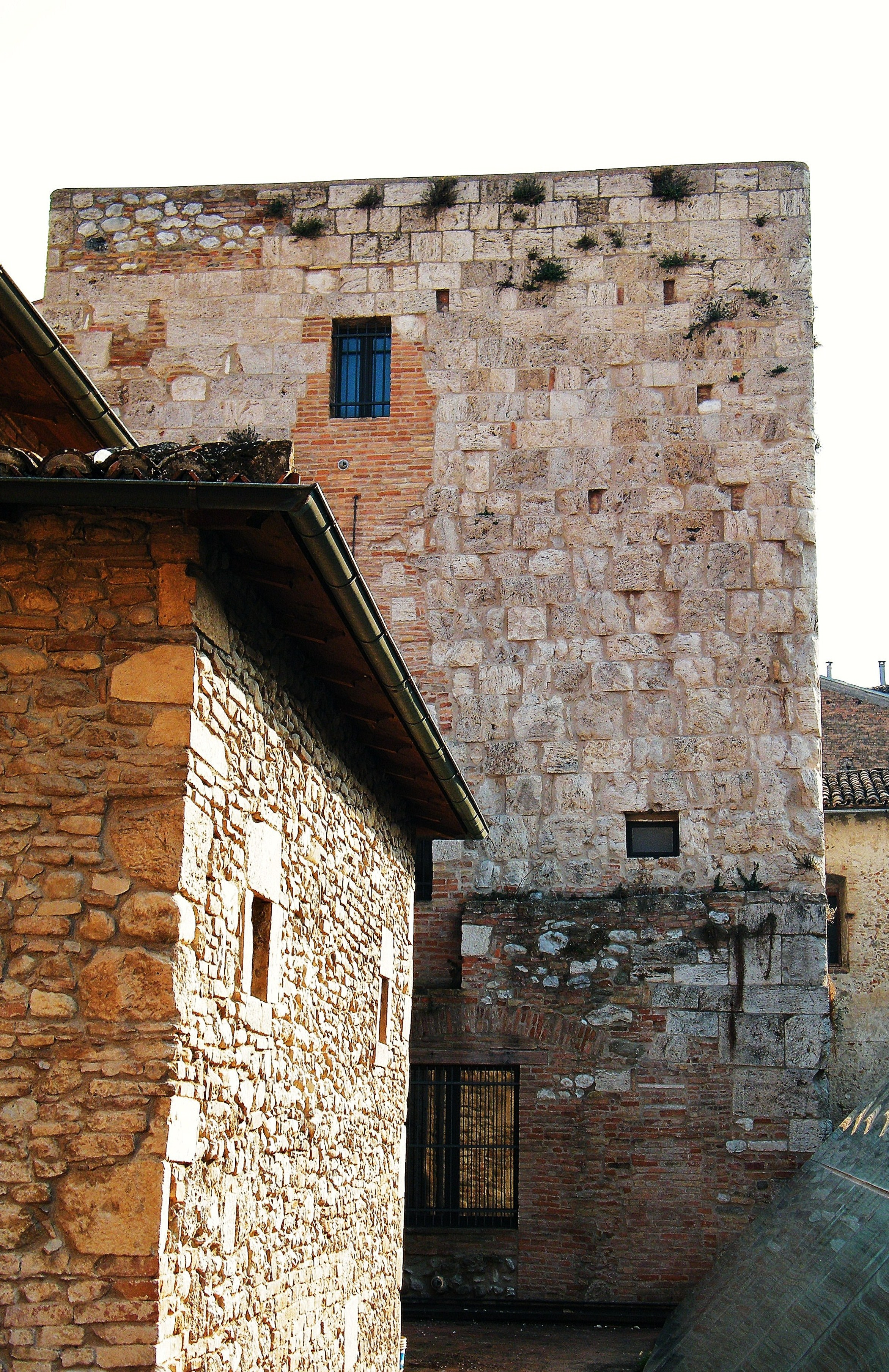
Torre Bruciata

- Torre Bruciata: fa parte del complesso di Sant'Anna dei Pompetti. Si tratta di un bastione romano del II secolo a.C., poi trasformato in campanile della vecchia cattedrale di Santa Maria Aprutiensis, alta 10 metri, con mura possenti che la circondano. L'appellativo "bruciata" proviene dalle vistose parti ancora in nero che risalgono alla distruzione di Roberto di Loritello.

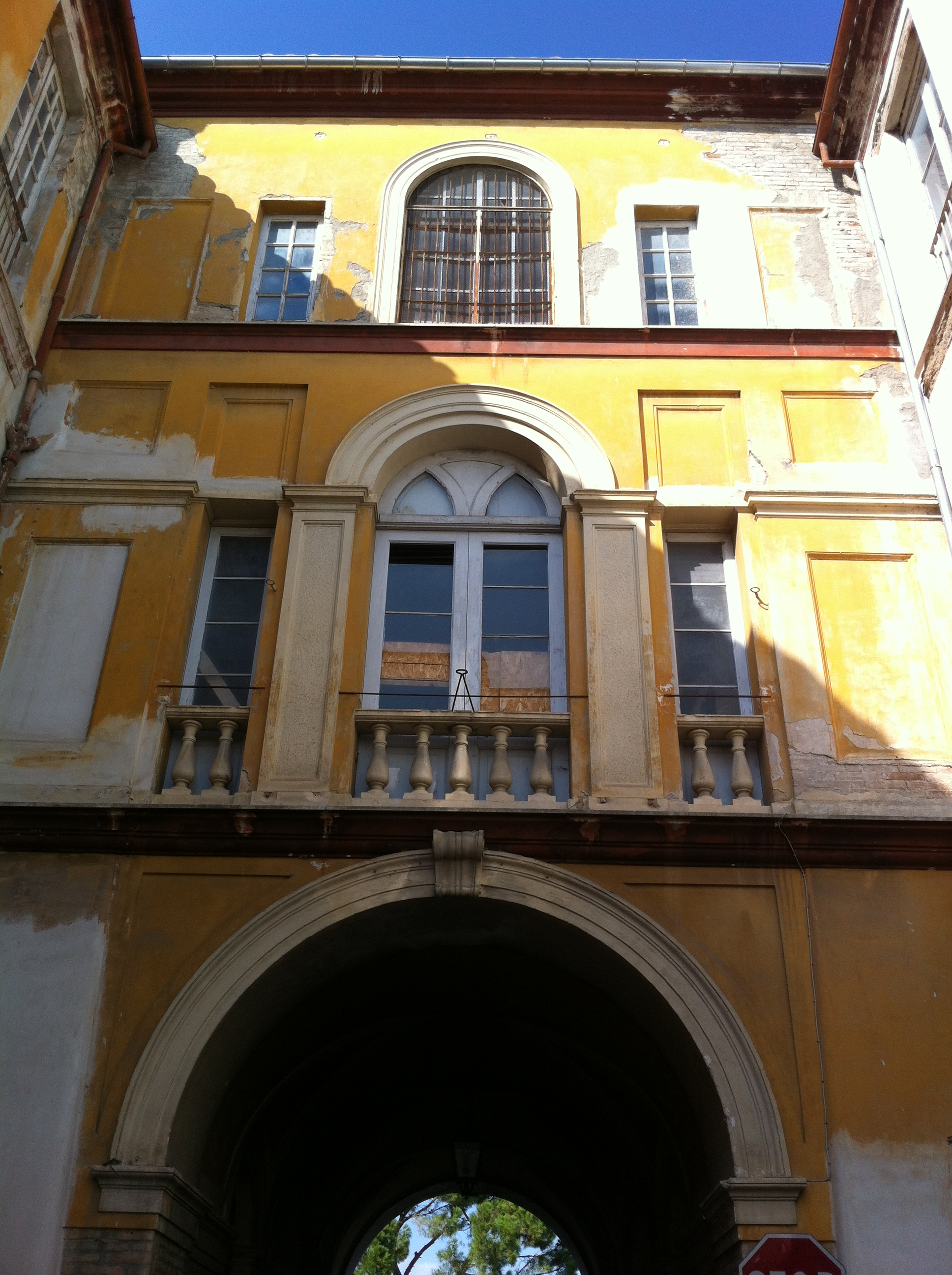
Ex ospedale psichiatrico, con l'arco di Porta Melatina

- Ospedale psichiatrico di Teramo "Sant'Antonio Abate": è stato uno dei più grandi e tristemente noti manicomini del centro-sud Italia. L'ospedale dalla sua fondazione (1323) visse 675 anni, per 117 anni fu ospedale psichiatrico, fino alla chiusura nel 1998. L'ospedale nel 1862 divenne Congregazione della Carità, nel 1937 fece parte degli Ospedali e Istituti Riuniti; si trova a Porta Melatina: il nucleo embrionale va individuato nel luglio 1881, quando su iniziativa del Presidente della Congregazione Berardo Costantini, venne istituita in apposita sala al piano terra dell'edificio dell'ospizio, la sezione specifica per i pazienti affetti da disturbi psichici.[7]

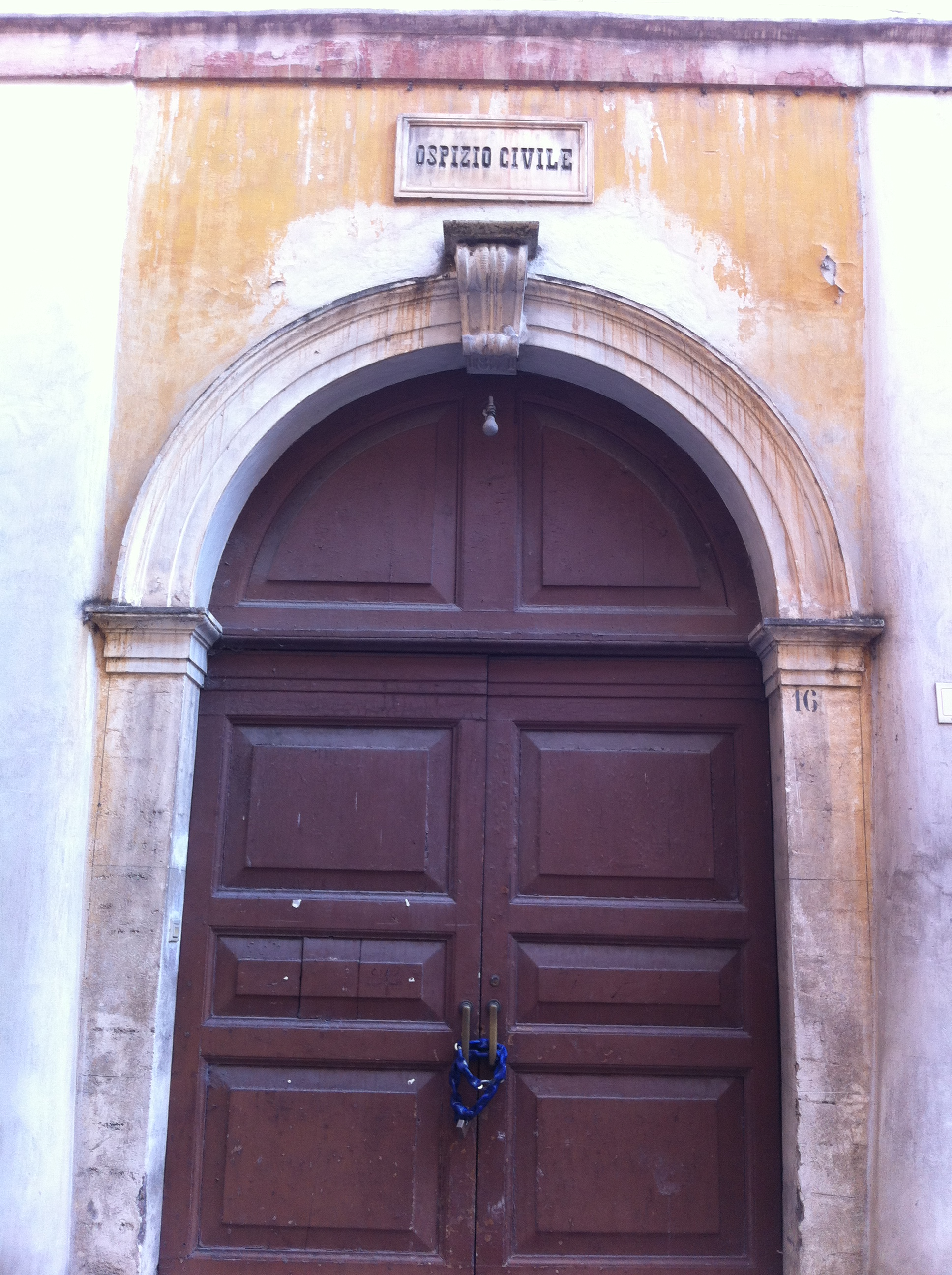
Ingresso principale dell'ospedale

La scelta di occuparsi dei malati mentali, attraverso la creazione di una struttura per accogliere i dementi, fu assolutamente strategica per la Congregazione della Carità, e ben presto affluirono all'ospedale uomini, donne e bambini allontanati dalle famiglie, e anche dagli altri ospedali della regione. Sul finire dell'800 le condizioni di vita della popolazione abruzzese, quella teramana soprattutto, erano assai precarie: malnutrizione, alta mortalità infantile, alloggi insalubri e carenze igienico sanitarie. L'ospedale disponeva della sala per l'accoglienza di 20 persone, ma già nel 1893 l'ingresso numeroso di altri pazienti fece lievitare gli internati a 203 unità. L'opera di ampliamento durò dal 1894 al 1900, con l'accorpamento di altri edifici limitrofi. La struttura si trova al confine delle mura nord, tra Porta delle Recluse e Porta Melatina, e si articola in un impianto rettangolare irregolare, che accorpa altre strutture minori al grande troncone. L'aspetto è quello severo e austero delle strutture ottocentesche d'educazione e di cura, con semplici divisioni in cornici, e finestre ogivali, che accennano a un vago stile neogotico. L'ospedale, chiuso nel 1998, è rimasto per anni abbandonato, fino a un progetto di recupero iniziato nel 2017.

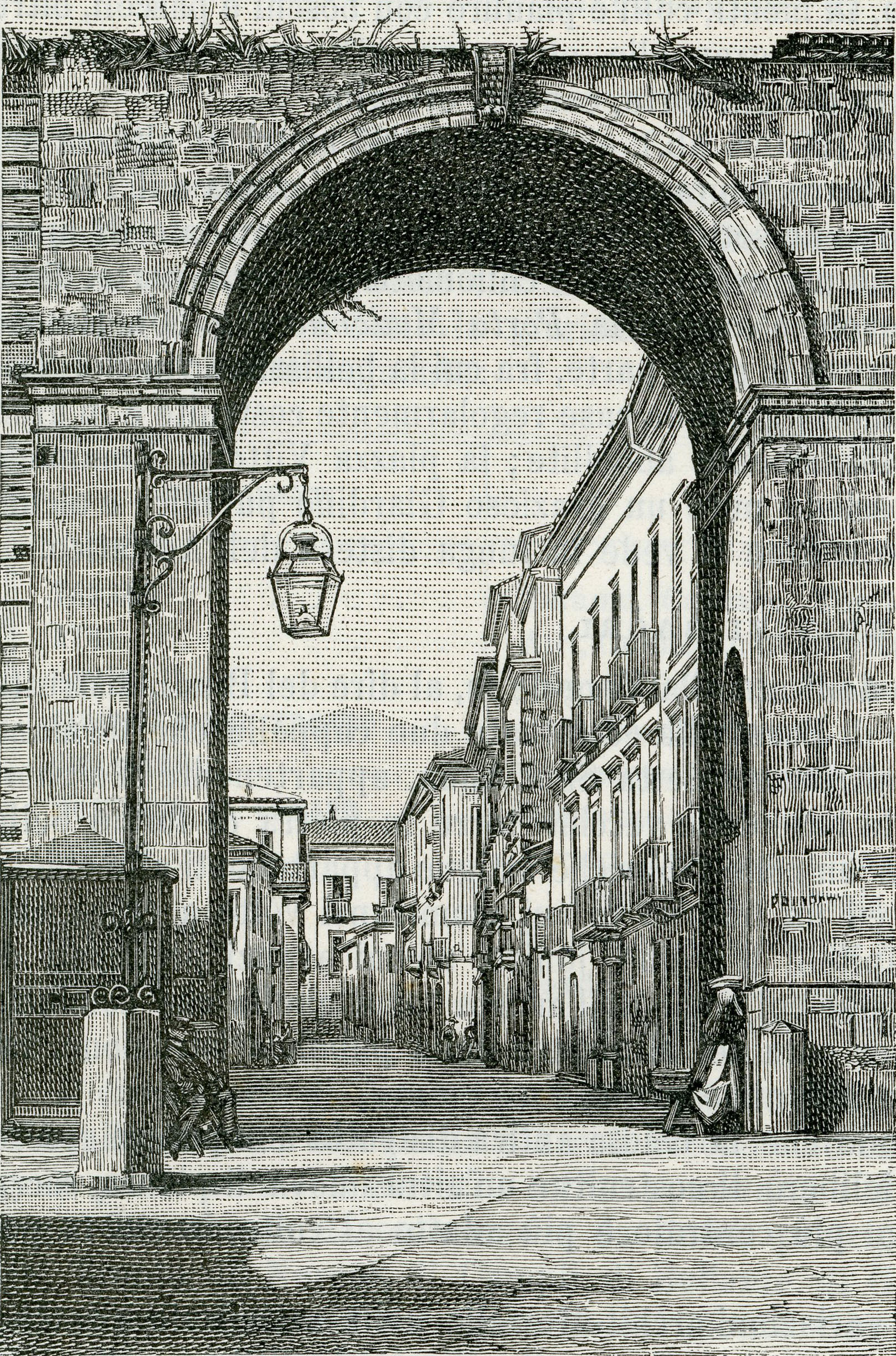
Antica immagine di Porta Madonna

- Porta Reale o Porta Madonna: si trova allo sbocco ad est del Corso De Michetti, ed è una delle storiche porte di accesso al centro storico. Insieme a Porta Melatina si tratta di un arco onorario, e non di fortificazione, edificato nel 1925 in onore di Ferdinando I delle Due Sicilie che visitò la città. L'arco si chiama anche Porta Madonna perché volge verso il santuario di Santa Maria delle Grazie, e fu costruito in maniera molto rozza e semplice, con un grande arco a tutto sesto sorretto da pilastri murari laterali. L'arco infatti, come si presenta oggi, è frutto di un restauro apportato durante il Ventennio, con dei blocchi di travertino, cui furono apposti dei fasci littori, successivamente rimossi.

Davanti all'ingresso dal Piazzale Madre Teresa, dove si trova il santuario, si trova una statua ritraente Giuseppe Garibaldi nelle vesti di condottiero.

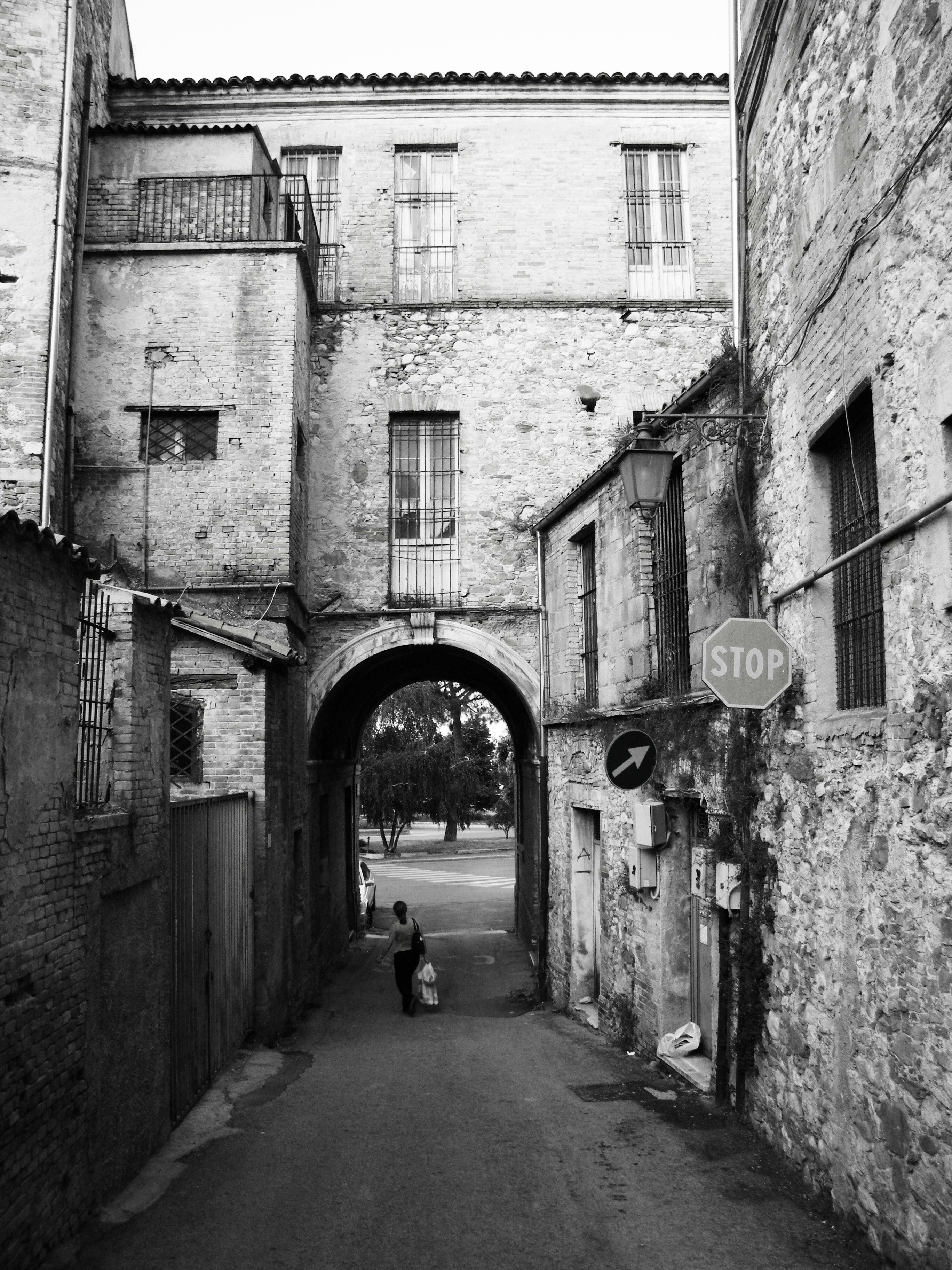
Porta Melatina

- Porta delle Recluse: è una porta realizzata agli inizi del '900, durante l'opera di ampliamento dell'ospedale psichiatrico. Si tratta di un grande arco a tutto sesto, dove venivano fatte passare le internate di sesso femminile nelle sale di degenza.

- Porta Melatina: è una porta storica delle mura, risalente al XIV secolo, ma pesantemente modificata nel corso di ampliamento dell'ospedale psichiatrico, di cui è coeva Porta delle Recluse. Oggi la porta presenta un semplice arco a tutto sesto, ed è l'ingresso principale al centro storico venendo da Nord, nonché all'ospedale psichiatrico, il cui corpo principale poggia proprio sopra l'arco.

- Fonte della Noce: si trova poco distante da Porta Melatina, nel complesso del Parco fluviale Vezzola. La fontana ha origini medievali, e in origine costituiva il principale punto di rifornimento idrico della città. Presso la fonte sostò nel 1514 la regina Giovanna d'Aragona, che aveva alcuni feudi del teramano, come Bellante e Bisenti. La fonte è costituita da un grande perimetro murario a pianta quadrata irregolare, dove si trova il corpo della fonte con i mascheroni e la vasca usata come abbeveratoio. Su una parete muraria si trova la targa commemorativa che ricorda la visita di Giovanna di Napoli.

### Siti archeologici

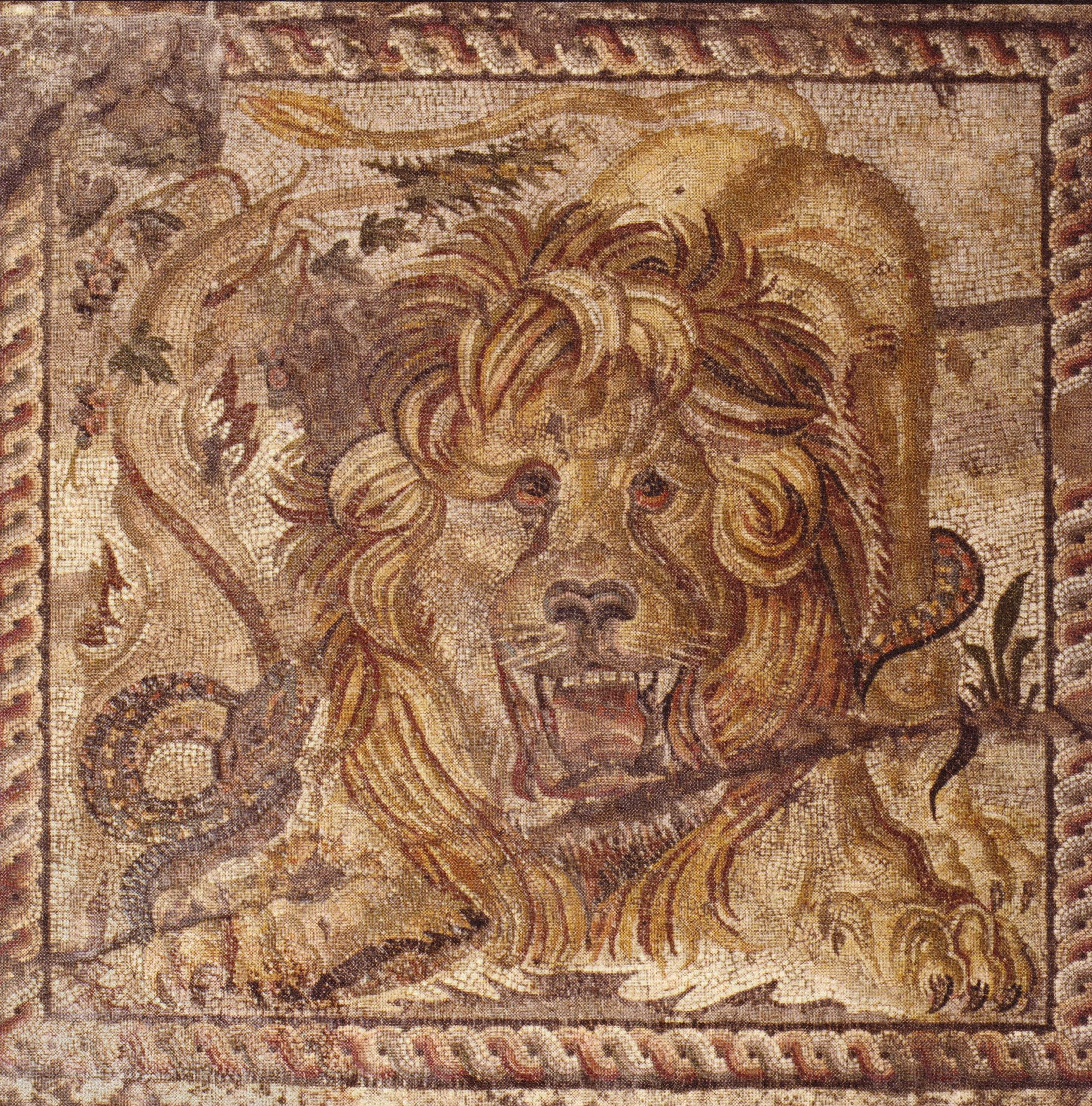
Mosaico del Leone nella domus Savini

- Domus e mosaico del Leone: si trova sotto il Palazzo Savini, scoperta nel 1891. Si tratta di una dimora d'età tardo repubblicana, i resti permettono di leggere alcuni ambienti: l'atrio con pavimento mosaicato di piccole tessere bianche, sui cui sono distribuite scaglie di marmi policromi (opus scutulatum), al centro di questa stanza la vasca per la raccolta dell'acqua (impluvium), con pavimento in mattoncini disposti a spina di pesce (opus spicatum), segue la stanza di rappresentanza (tablinum) fiancheggiata da due piccoli corridoi, uno rivestito con tessere in marmo bianco e l'altro in cocciopesto. Il mosaico del tablino ricalca quelli ellenistici del II secolo a.C., l'emblema del leone è montato su una cassetta quadrata di travertino (54,5x54,5 cm) e realizzato con tessere minutissime. Il leone è colto nell'atto di azzannare un serpente, ed è incorniciato da una doppia treccia a calice e da una ricca ghirlanda di foglie, fiori e frutti, popolata da uccelli e retta agli angoli da quattro maschere teatrali, delle quali se ne conservano due. Il pavimento musico è costituito da un tappeto con 40 cassettoni prospettici dai molteplici colori campiti al centro da rosoni, fiori e corone d'alloro. Il soggetto dell'emblema trova confronti stringenti nelle case pompeiane (Casa del Fauno), sicché è ragionevole pensare che l'opera sia assai vicina allo stile campano.

- Domus di Porta Carrese: fa parte di un complesso di mosaici rinvenuti nei seminterrati dei palazzi di via dei Tribunali, vico Corto e via dei Mosaici, successivamente staccati e conservati nel museo archeologico "Francesco Savini". L'ambiente orientale conserva il pavimento in mosaico bianco con fascia perimetrale nera, e al centro un quadretto a mosaico policromo, ormai perduto. Contiguo a questo ambiente c'è un secondo di vaste dimensioni, di cui si conserva parte del pavimento in mattoncini disposti a spina di pesce (opus spicatum). L'ambiente principale ha murature in opera incerta di ciottoli di fiume tagliati, e pavimento musivo in tessellato bianco con balza nera, che incornicia un ampio tappeto con intarsio di marmi policromi (opus sectile) formanti, rose dei venti e poligoni. L'ambiente del lato occidentale, in opus spicatum, comunica attraverso una soglia di girali vegetali, direttamente con un ambiente della muratura in opera incerta, e pavimento in mosaico bianco e nero, a motivi geometrici e vegetali.

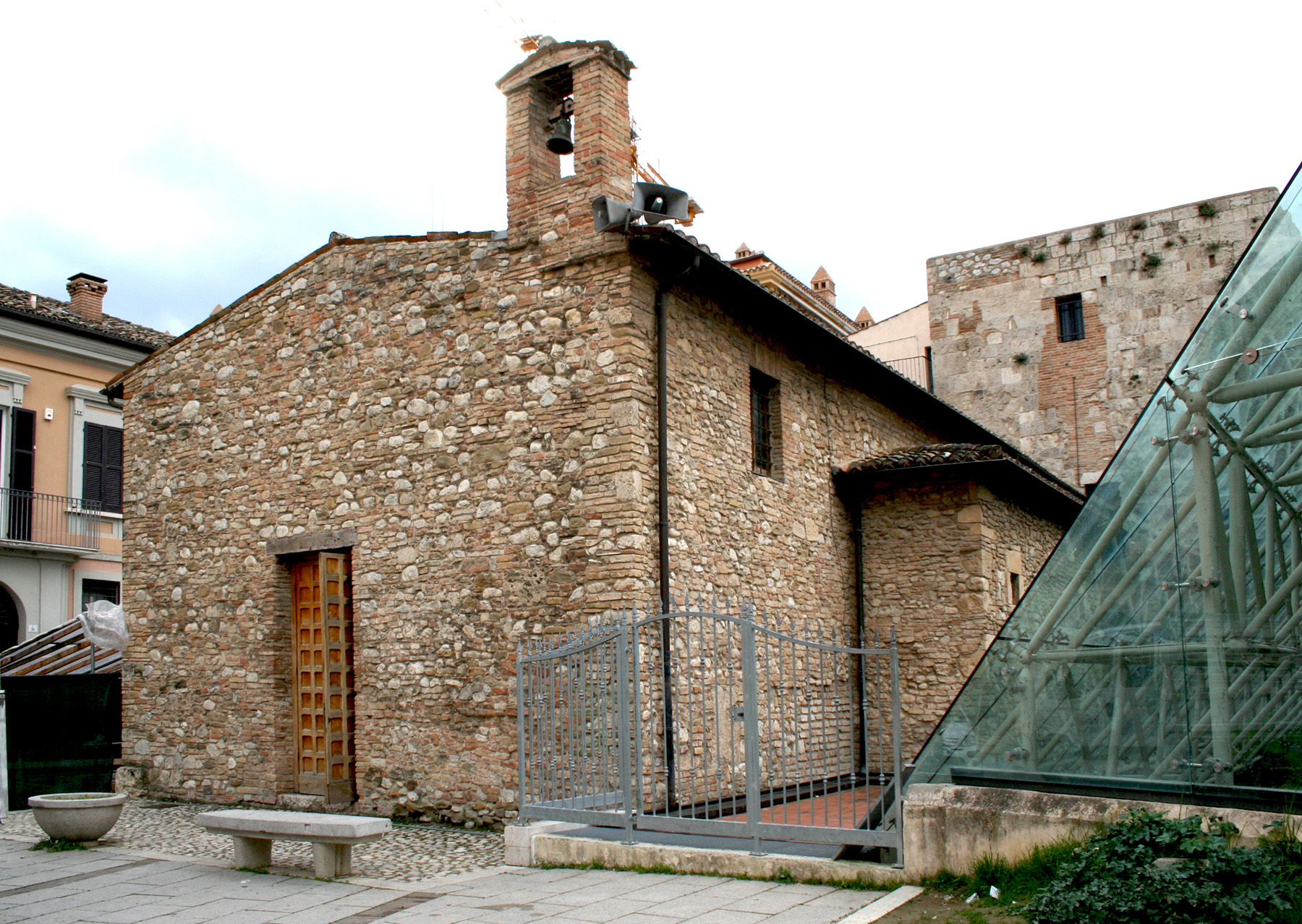
La chiesa di Sant'Anna con, a fianco, sulla destra, il vetro della teca protettiva della domus

- Domus di Piazza Sant'Anna o Largo Torre Bruciata: fa parte del complesso dell'antica Cattedrale di Santa Maria Aprutiensis, individuata nella Piazza Sant'Anna. Quest'area fu usata sin dal VII secolo d.C., quando era cimitero della città medievale, successivamente la domus romana del II secolo fu trasformata in cattedrale. La domus presenta un ampio peristilio di forma rettangolare con muratura in opera incerta, con colonne in mattoni, rivestito in stucco colorato di rosso nel fusto, e bianco alla base. La vasca per la raccolta dell'acqua, pavimentata in opus spicatum, è decentrata rispetto al peristilio su cui si affacciano tre ambienti, di cui quello centrale è più grande. Una soglia in pietra divide l'ambiente centrale dal peristilio, presso la soglie sono stati rinvenuti degli incassi dei cardini, sia i serramenti metallici della porta (conservati nel museo archeologico). Il pavimento è a fascia perimetrale nera, i muri sono di opera incerta, conservano gli intonaci decorati con leggere campiture geometriche su sfondo bianco. L'ambiente meridionale è stato usato per la costruzione della cattedrale, e reca anch'esso una soglia in pietra che immette al peristilio, la pavimentazione è in cocciopesto, con l'inserimento casuale di tessere bianche.

- Mosaico di Bacco: in via dei Mille, è molto simile al mosaico del Leone per lo stile molto elaborato, e risalirebbe al I secolo a.C. Il pavimento musivo è in tessere bianche e nere, e l'emblema raffigura Bacco al centro, coronato di pampini, e racchiuso in una doppia cornice con meandro interno. A differenza della domus del Leone, il mosaico di Bacco è stato realizzato contestualmente al resto del pavimento.

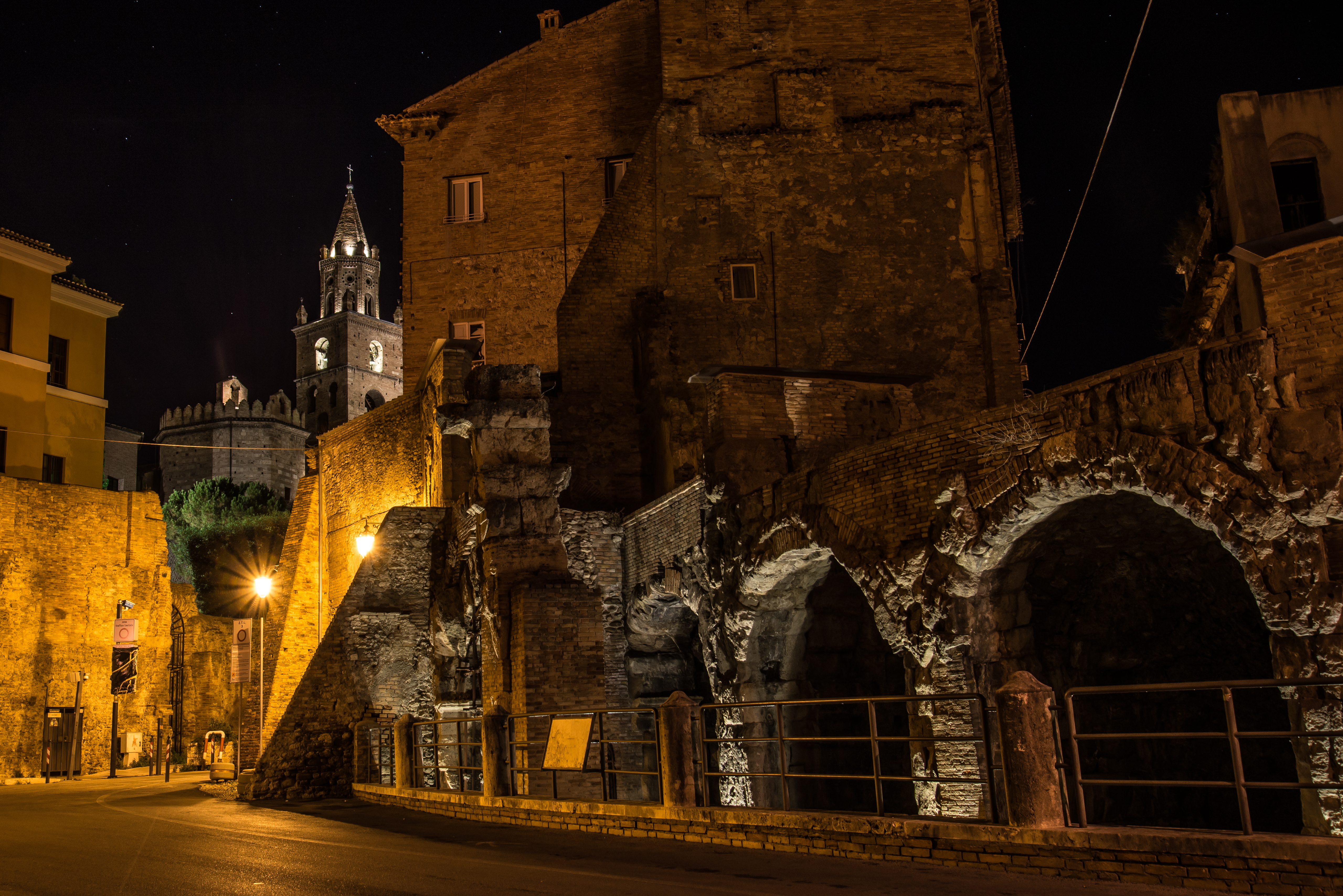
Scorcio notturno del teatro romano e della torre del Duomo

- Teatro romano di Teramo: si trova nei presso di Piazza Orsini, e costituisce uno dei monumenti più rappresentativi della città Nel corso dei secoli i suoi resti furono inglobati nelle costruzioni civili della città, che furono smantellate nel 1926 per rendere il sito più fruibile e leggibile, anche se ancora oggi parte dell'orchestra e della cavea sono oscurati da delle costruzioni. Il primo archeologo che si interessò della struttura fu Francesco Savini (1900-1902). Il monumento fu innalzato nel settore occidentale della città, molto probabilmente all'interno delle mura, collocato all'ingresso lungo la via Caecilia; il piano originario si trovava a 2,50 metri sotto l'attuale piano di calpestio, dal corridoio perimetrale si dipartivano 21 settori radiali a cuneo. Le gradinate della cavea, che aveva un diametro di 28 metri, potevano accogliere tra le 2.600 e 4.500 persone, ed erano rette da una struttura in opera cementizia, con pietre di fiume nei paramenti, racchiusa in un doppio anello di pilastri in blocchi di travertino.[8]Vani radiali voltati a botte sorreggevano la summa cavea. Della cavea è stato scavato il tratto orientale, assieme a poco meno della metà del pulpitum (lungo 43 metri), che presenta un fronte rettilineo alto circa 1,30 metri, articolato in due nicchie rettangolari laterali, e tre circolari mediane.

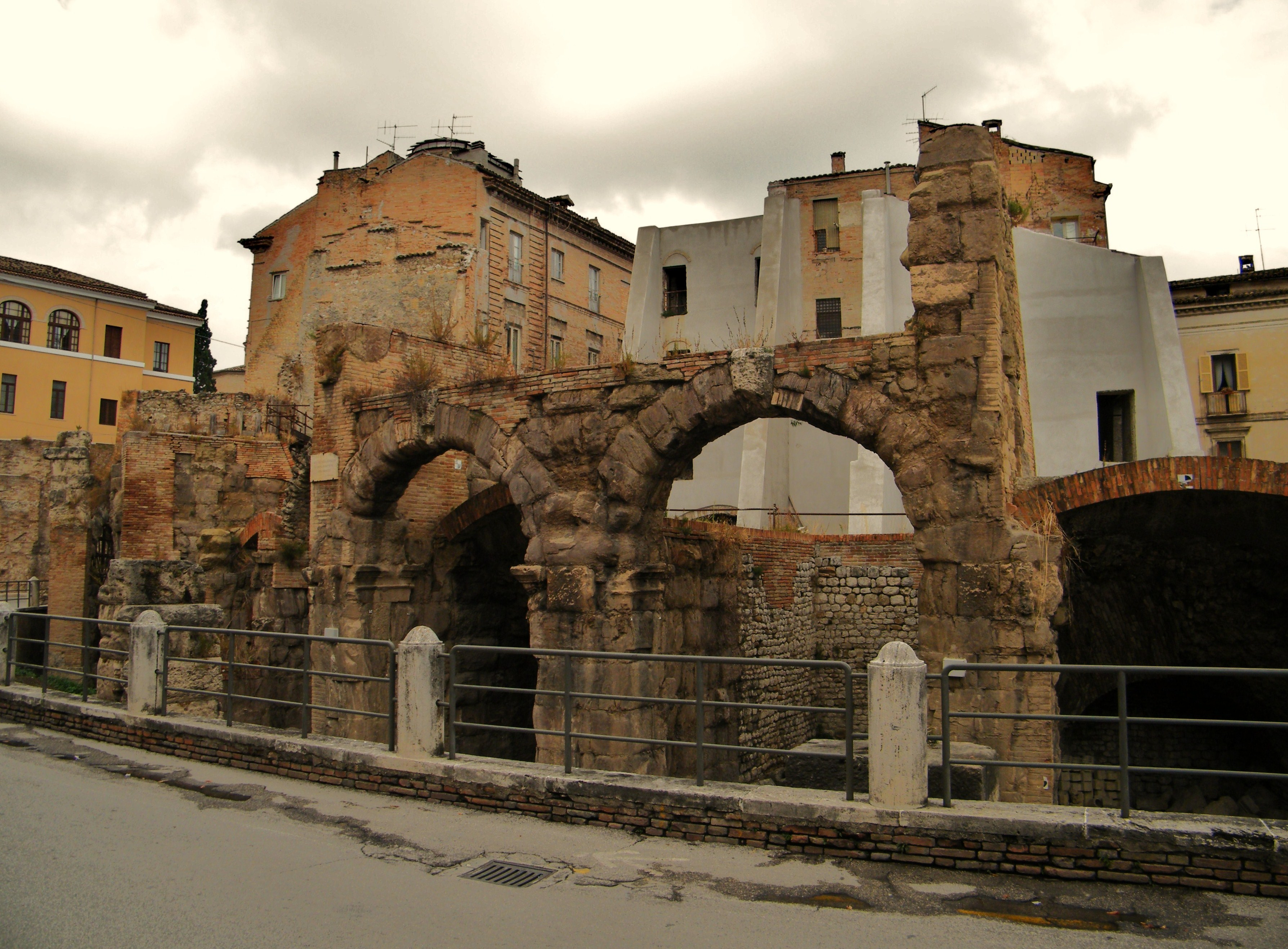
Il teatro romano

Per la costruzione fu usato il marmo, l'orchestra è pavimentata in marmo bianco, nel pulpitum nella decorazione della fonte scenica (lesene, piccoli capitelli e cornici), sono stati impiegati il marmo lunense e quello policromo. Sulla pavimentazione dell'orchestra è visibile una canaletta, probabilmente testimonia la presenza di una transenna; i frammenti decorativi architettonici nella frons scenae hanno consentito una parziale ricostruzione dell'angolo orientale della grande esedra centrale: lo spigolo è occupato da un semipilastro angolare di cui rimane parte superiore, con elaborato capitello corinzio. L'altezza totale del rivestimento architettonico è di 12 metri, ma non si esclude che ci fosse un secondo ordine tale da portate la scena alla stessa altezza del prospetto della cavea, secondo la tipica concezione del teatro romano. Le iscrizioni rinvenute testimoniano che il teatro fu costruito intorno al 22 d.C. durante il consolato di Lucio e Gaio Cesare

## Campo della Fiera - Domus "Madonna delle Grazie"

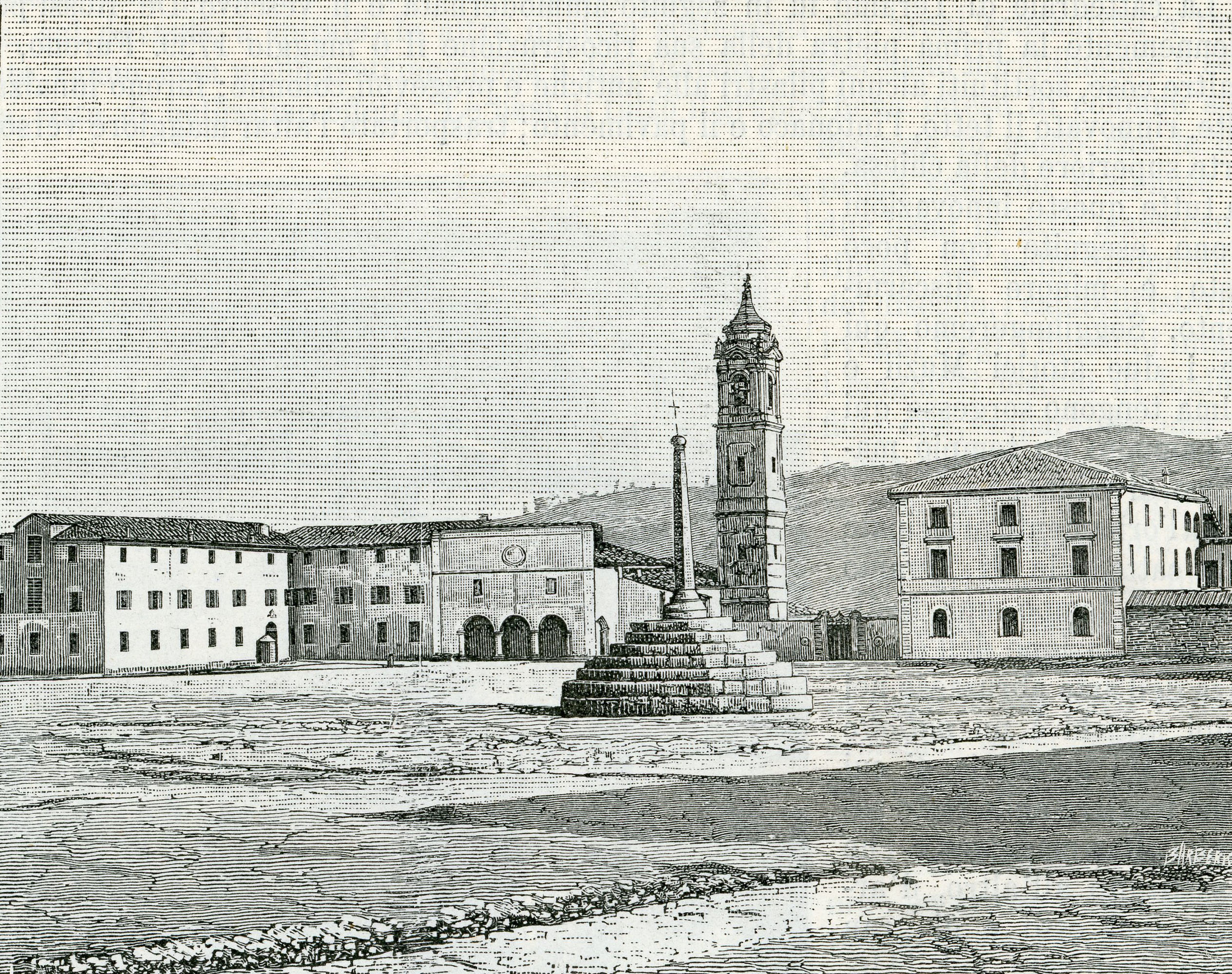
Il Campo della Fiera con il santuario in un'incisione ottocentesca

Si tratta di un'area storica posta fuori le mura di Porta Reale, al confine con i due rioni di Santa Maria a Bitetto e San Leonardo. Vi si svolgevano le fiere del mercato, specialmente durante le festività in onore della Madonna delle Grazie, di cui esiste il santuario che domina tutta l'area. Un tempo zona pianeggiante dominata solo dalla presenza della chiesa con il complesso monastico femminile, nel corso del primo '900, e poi negli anni '60, l'area è stata colonizzata da varie costruzioni, che tuttavia non hanno stravolto troppo l'aspetto paesaggistico, dato che del verde è stato conservato nel grande Parco Ivan Graziani, con l'annesso parco archeologico "Madonna delle Grazie". Il sobborgo ospita i palazzi dell'Agenzia delle Entrate e del Tribunale Civile.

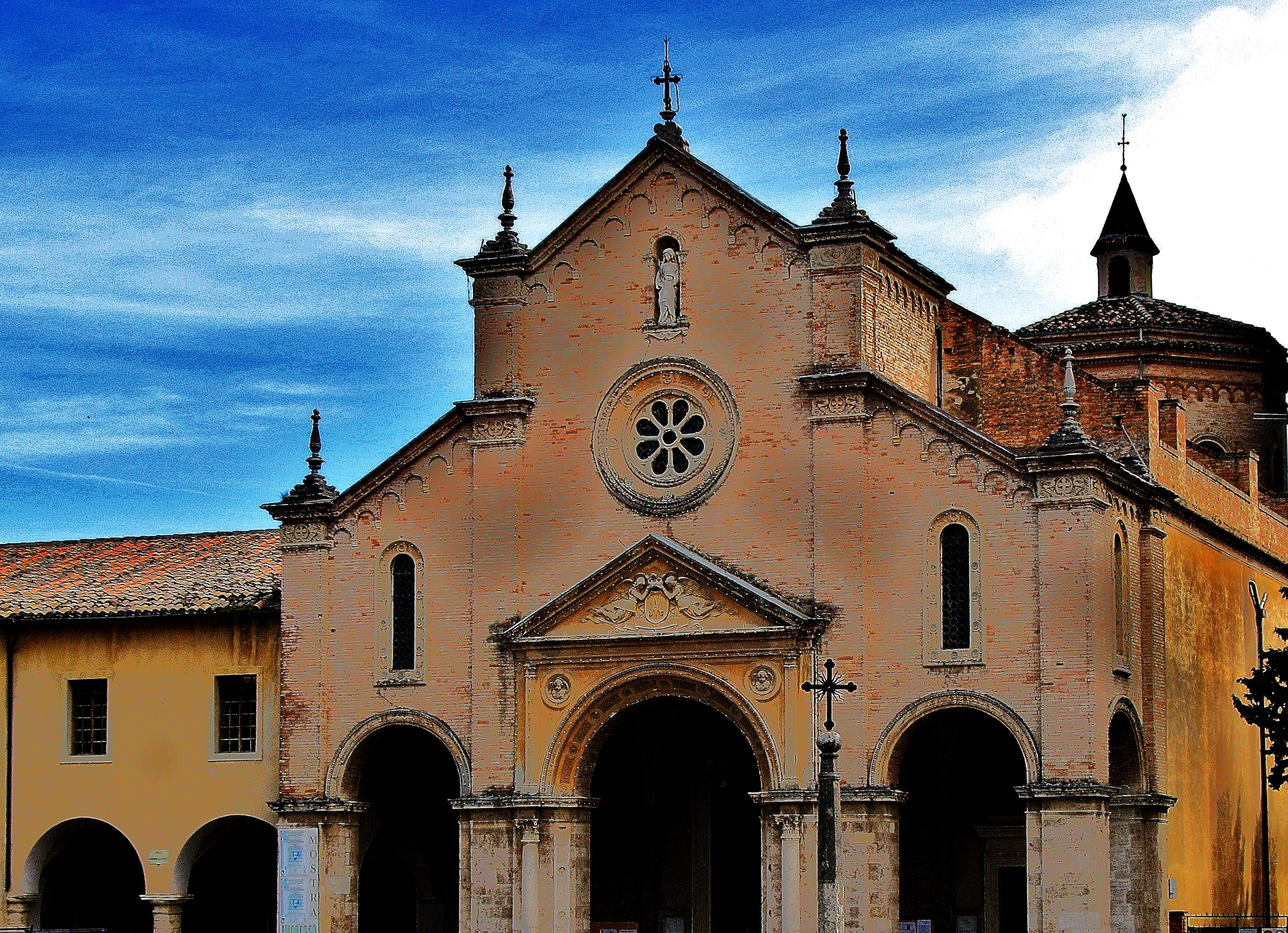
Il santuario oggi

- Santuario di Santa Maria delle Grazie: il monastero femminile delle benedettine, intitolato a "Santa Maria delle Grazie", fu fondato nel XII secolo (anno 1154) dall'abate Teodino, e sorgeva fuori le mura. Il monastero inizialmente era intitolato a Sant'Angelo delle Donne, ma nel 1448 fu trasformato dai Frati Minori Osservanti, che lo ricostruirono quasi totalmente tra il 1460 e il 1470, conservando solo parte del chiostro. L'assetto attuale del santuario è frutto di una ristrutturazione molto corposa del 1892-900, opera di Cesare Mariani, che ha cambiato notevolmente l'aspetto sia esterno che interno della chiesa. In passato la facciata era romanica, a coronamento orizzontale, provvista di un portico a tre arcate, e di un oculo centrale, l'interno era barocco, così come il campanile. Il tutto è stato adattato alla maniera neogotica: all'interno sull'altare maggiore si conserva la statua lignea policroma della Madonna col Bambino (XV secolo), opera di Giovanni di Biasuccio, simile all'icona della Vergine nel santuario di Santa Maria dei Lumi a Civitella del Tronto. Pregevole è anche una croce processuale del 1563, insieme ad opere ex voto databili dal XV secolo in poi, come un rilievo argenteo con la scena della Natività, due calici seicenteschi napoletani. Il chiostro romanico-gotico rivela i segni dei vari rifacimenti, i bracci lunghi, scanditi da arcate a tutto sesto impostate su tozzi pilastri ottagonali, risalgono al Quattrocento, quelli brevi articolati ad arcate a sesto acuto sono invece del Trecento, mentre le copertura sono a volte a crociera. Nel refettorio del convento ci sono alcuni affreschi del 1637 che narrano la vita di Gesù, di interesse il ritratto del Cristo vendemmiatore.

- Area archeologica "Madonna delle Grazie": si trova presso il sagrato della Madonna delle Grazie, scoperta nel 1980 dalla Soprintendenza Archeologica. Si tratta di case appartenenti alla fase tardo-repubblicana e d'inizio dell'impero di Augusto, gli ambienti con murature d'opera incerta di ciottoli di fiume, conservano pavimentazioni in cocciopesto con decorazioni geometriche di tessere lapidee bianche, che formano motivi di reticolato a doppio meandro. All'estremità orientale due ambienti presentano una decorazione più complessa, con fascia perimetrale a meandro, racchiudente un clipeo suddiviso in rombi, e gli angoli mostrano dei delfini e quattro bastoni alati, con due serpenti "caducei". All'epoca augustea risale una grande domus con peristilio centrale, mentre nel III secolo d.C. fu costruita una piccola fabbrica, forse lavanderia, per la tintura dei panni, utilizzata nel secolo successivo.

## Monumenti scomparsi
- Cattedrale di Santa Maria Aprutiensis: si trovava su Piazza Sant'Anna, menzionata come chiesa di San Getulio nel 601 d.C. da Gregorio Magno, e nel IX secolo. La cattedrale, essendo ampliata nei secoli, dovette inglobare parte dell'antica domus romana rinvenuta nella piazza, e fu rimessa in lucw negli scavi del 1980-83, quella usata sino al 1156 quando la struttura fu distrutta da Roberto di Loritello. Il complesso a pianta rettangolare con abside centrale, affiancato da due ambienti laterali, ha tre navate divise da colonnati realizzati con materiale di spoglio e differenti pavimentazioni (cocciopesto per le navate laterali, lastre di pietra per la centrale). Per la decorazione architettonica furono impiegati elementi di pietra (plutei, finestre traforate), che a mattoni. Tutto l'edificio di cui rimane la chiesetta di Sant'Anna, poggia su strutture romane visibili nel,a teca protettiva di Largo Torre Bruciata. La cattedrale era affiancata dall'antico Episcopio, rimesso in luce presso la chiesa di Santa Caterina, la cosiddetta "casa San Berardo", che lo inglobò nel XIX secolo. A difesa dell'area era la Torre bruciata, antico bastione romano.
- Riqualificazione di Largo Torre Bruciata: per permettere lo scavo archeologico della domus romana accanto alla chiesa di Sant'Anna, si demolì l'intero palazzo settecentesco dei Pompetti.
- Riqualificazione dell'area del teatro romano: negli anni 60 fu demolito il sobborgo medievale di vico San Bartolomeo e vico Teatro antico, fu distrutta anche la casa-torre dei Cerulli.

- Palazzo Ciotti di Corso De Michetti: si trovava in corrispondenza dei portici medievali, ed era decorato da un portale rinascimentale con cornice in bugnato grezzo. Fu distrutto nel 1957 perché ritenuto di scarso valore storico, e al suo posto fu costruito un anonimo condominio. Stessa sorte ebbe la casa con i portici, rasa al suolo meno i suddetti portici, per la costruzione di un altro condominio, in totale mancanza di qualsiasi criterio artistico e architettonico tra le due strutture.

- Case Bonolis porticate di Corso De Michetti: erano vicino alla chiesa di Sant'Antonio, furono demolite all'inizio degli anni '70 durante l'amministrazione Gambacorta. Fu progettato il condominio "Miliardo", e furono salvati solo i portici ad arco sul corso, poiché un soprintendente fece uno studio in merito, ipotuzzando il portico come rimasuglio dell'acquedotto romano. Il palazzo venne realizzato didietro.

Nell'era delle demolizioni, si era progettata la demolizione anche della casa Muzii Castelli, opera di Vincenzo Pilotti.

## Piazze e strade

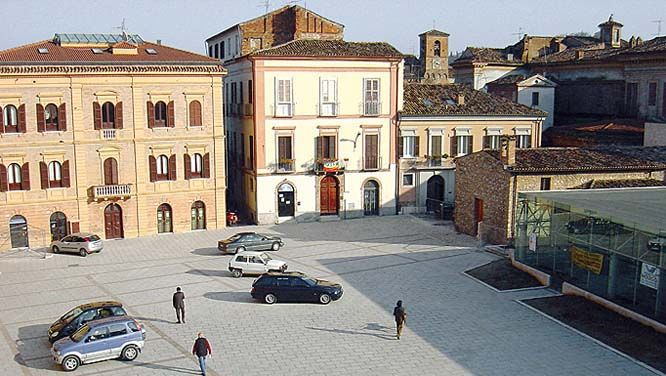
Piazza Sant'Anna

- Piazza Sant'Anna: è il fulcro del quartiere, dove si trovano la chiesa di Sant'Anna dei Pompetti, la domus romana e la Torre Bruciata.
- Corso Cerulli: è il corso principale che dal teatro romano porta verso Est fino a Porta Reale, spezzato da via Largo Melatini, e ripreso dal Corso De Michetti. Vi si trovano il Palazzo Savini e il Palazzo Castelli.
- Corso De Michetti o di Porta Reale: proseguimento, all'altezza della chiesa di Sant'Antonio, del corso Cerulli. Vi si trovavano varie case rinascimentali porticate, molte delle quali demolite negli anni '60.